# Bahnradsport-Europameisterschaften der Junioren/U23 2023

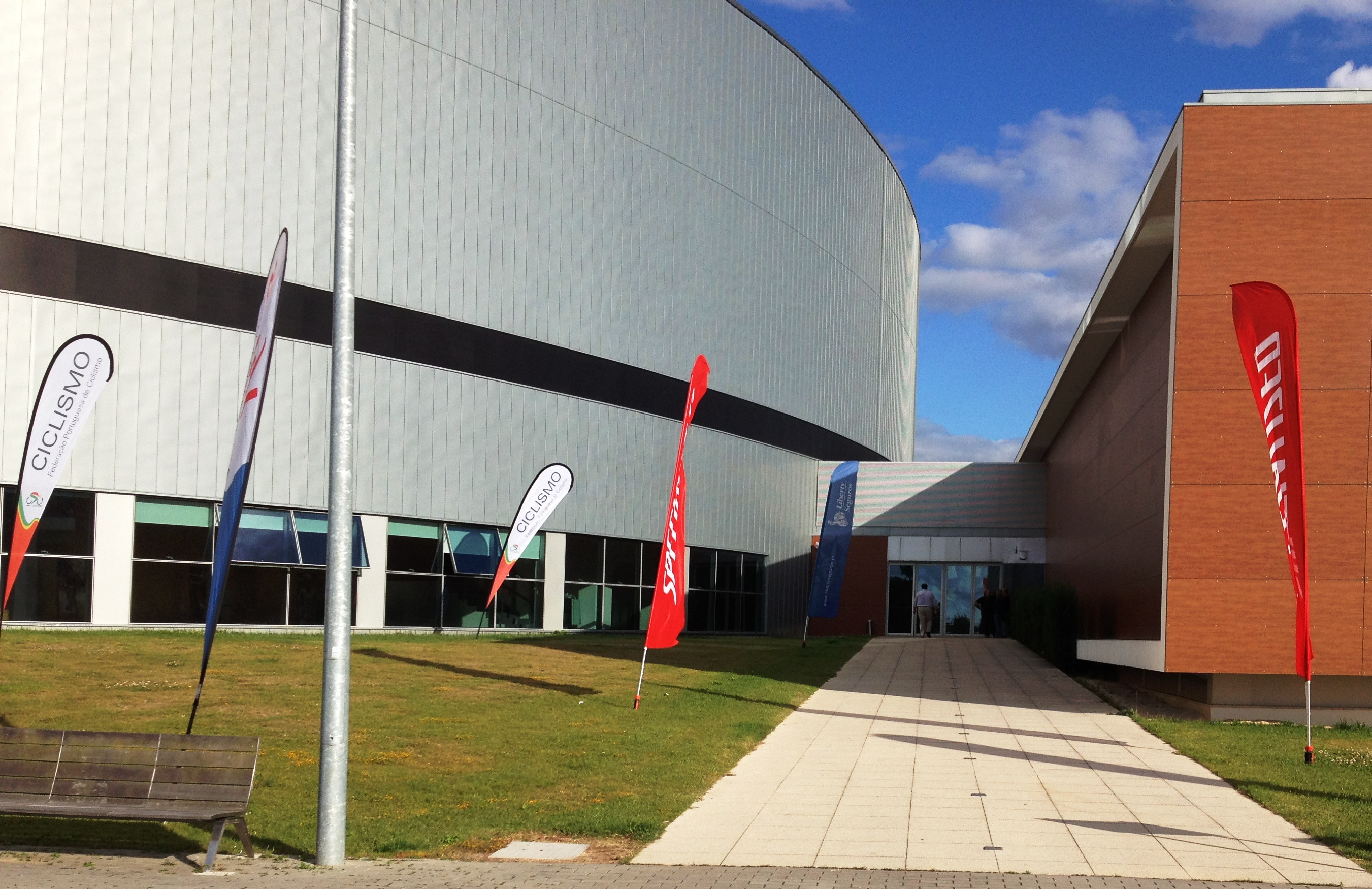
Die Wettkampfstätte Velódromo Nacional

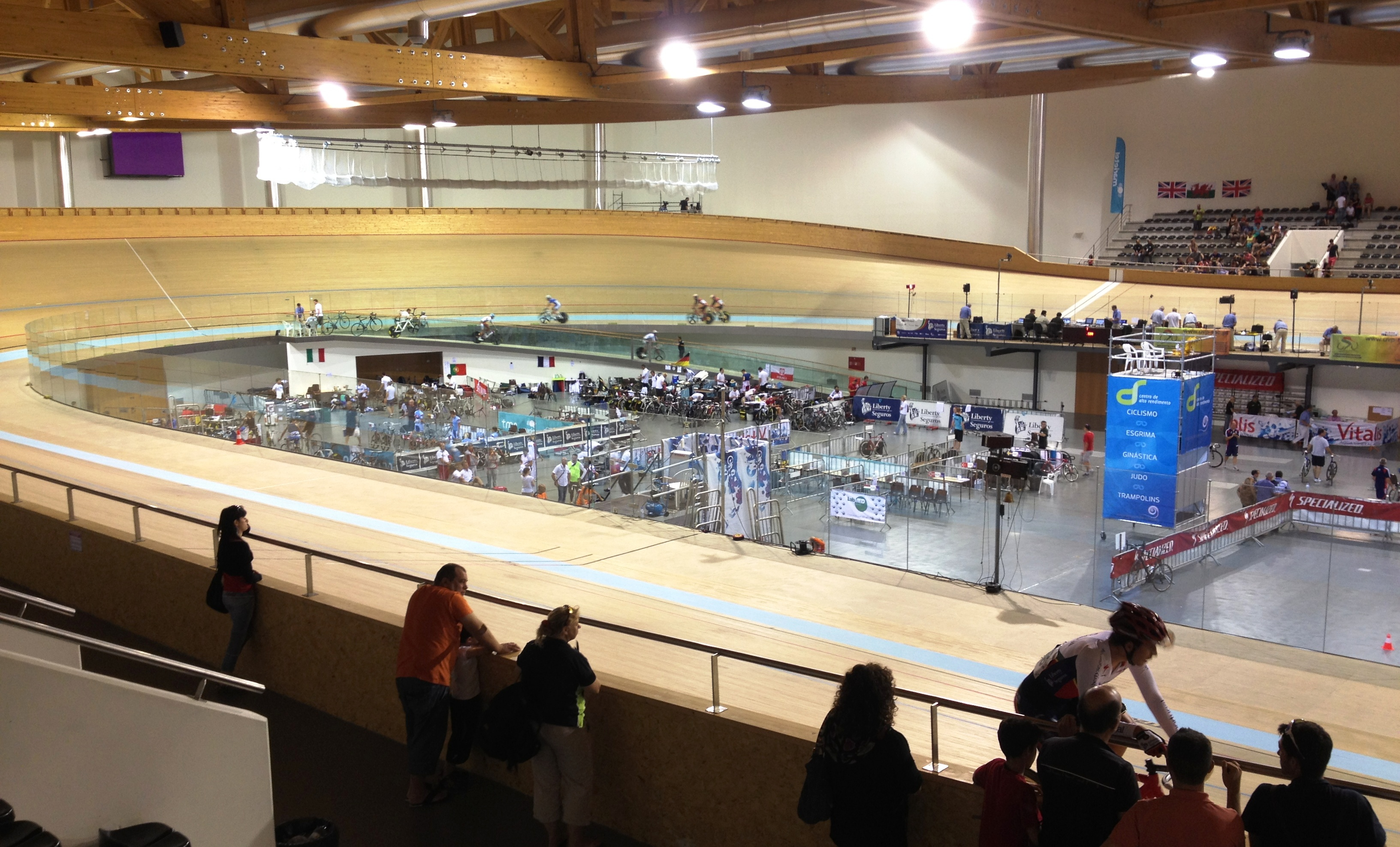
Innenraum des Velodroms

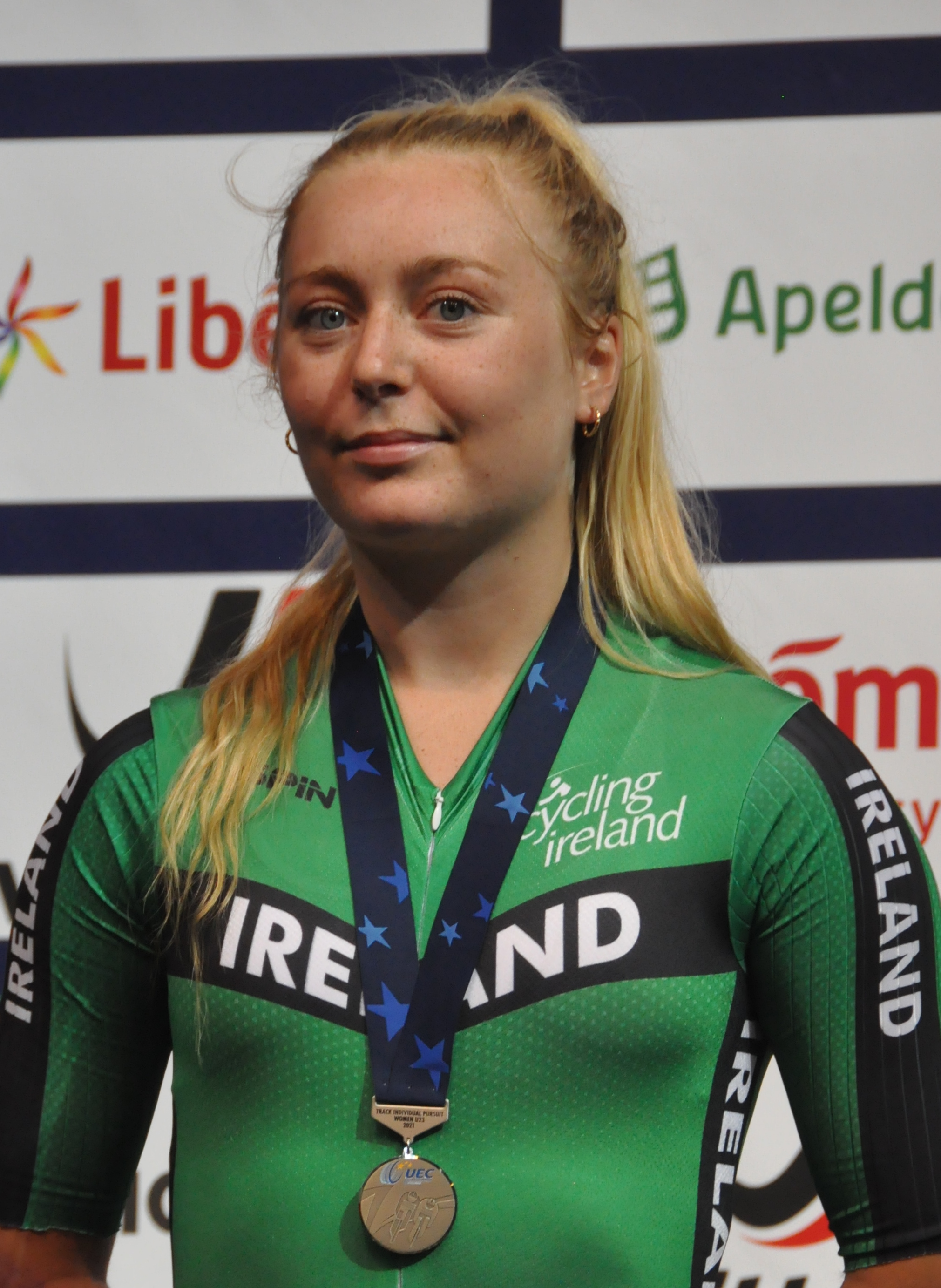
Lara Gillespie (hier 2021) aus Irland wurde U23-Europameisterin in Omnium und Punktefahren

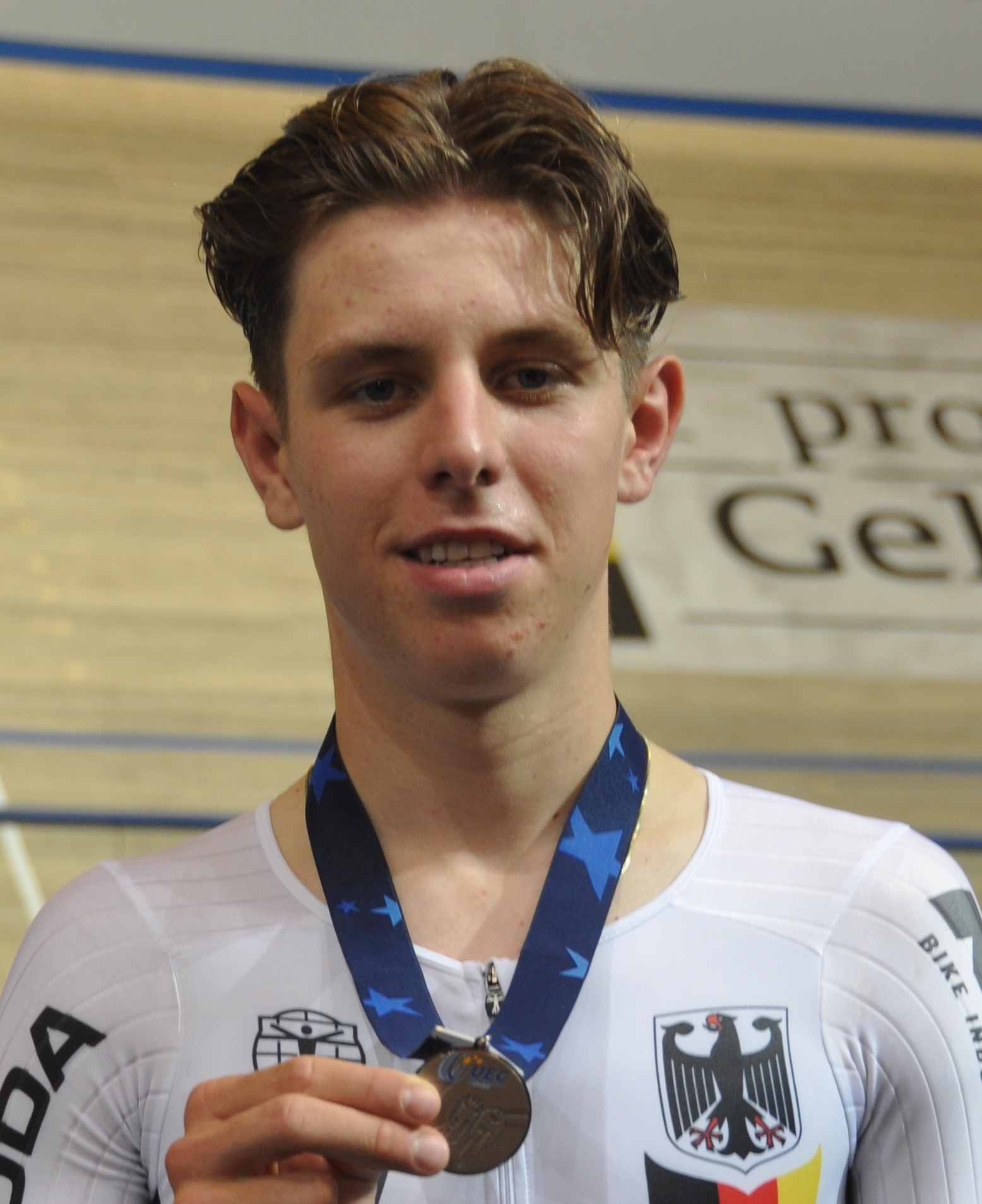
Tim Torn Teutenberg errang zwei Mal Gold und ein Mal Bronze

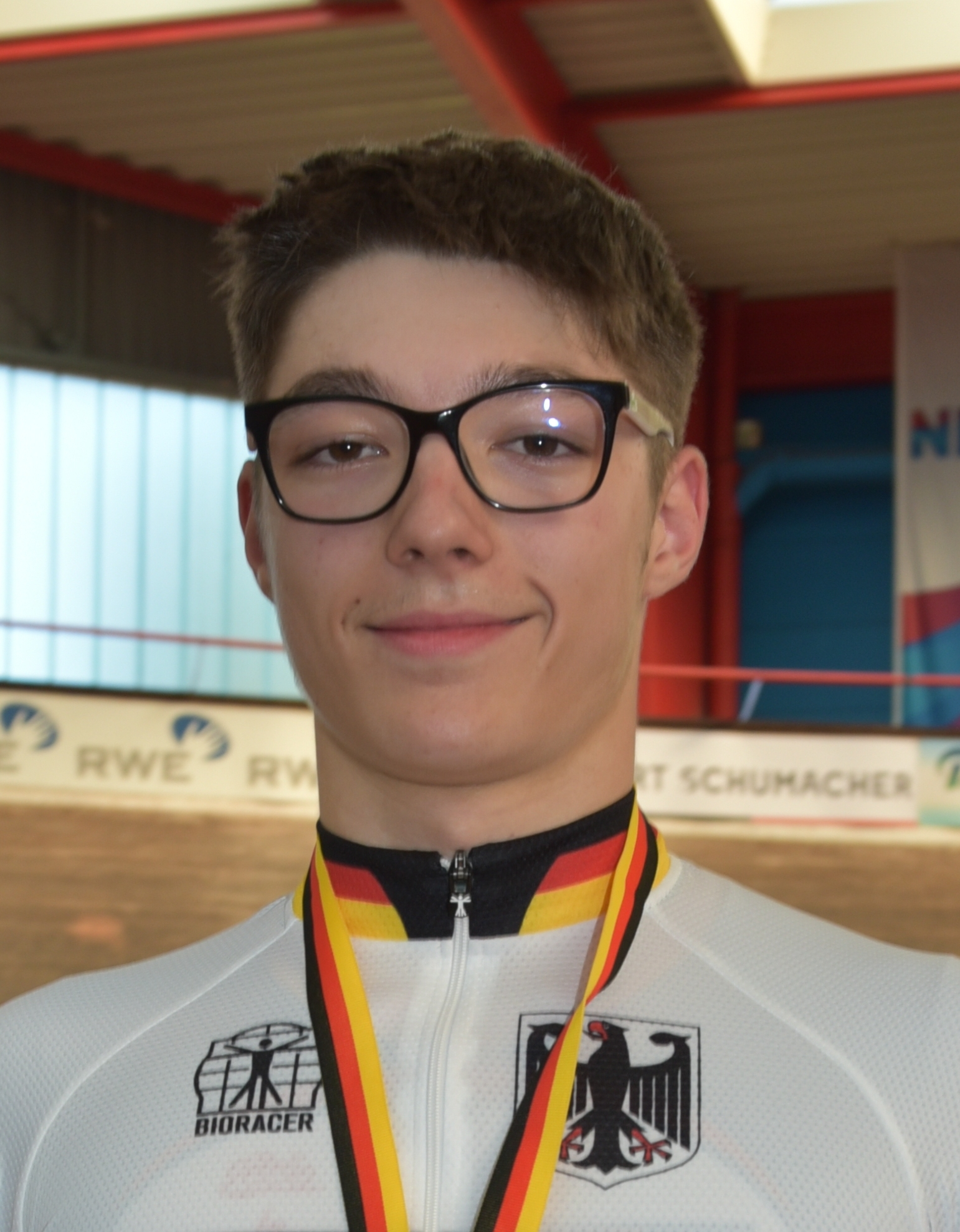
Der deutsche Junior Pete Flemming (hier 2022) gewann drei Goldmedaillen

Die Bahnradsport-Europameisterschaften der Junioren/U23 2023 (2023 UEC Track Juniors & U23 European Championships) fanden vom 11. bis 16. Juli 2023 im portugiesischen Sangalhos bei Anadia im dortigen Velódromo Nacional statt. Damit wurden die Europameisterschaften für die Klassen U23 und Junioren zum siebten Mal nach 2011, 2012, 2013, 2014, 2017 und 2022 in Sangalhos ausgetragen.
Es starteten 387 Radsportlerinnen und Radsportler aus 30 Ländern. Insgesamt wurden 44 europäische Titel vergeben, je 22 in der Altersklasse U23 und bei den Junioren, in elf Bahnradsportdisziplinen, darunter die olympischen: Omnium, Zweier-Mannschaftsfahren (Madison), Mannschaftsverfolgung, Sprint, Teamsprint und Keirin.

## Fazit
Die italienische Mannschaft dominierte die Nachwuchs-Europameisterschaften 2023. Im endgültigen Medaillenspiegel lagen die italienischen Sportlerinnen und Sportler mit insgesamt 22 Medaillen vorn: 14 Gold- (von insgesamt 44), 5 Silber- und 3 Bronzemedaillen, vor Großbritannien (9, 8 und 6) und Deutschland (9, 2 und 8).
Einigen Junioren-Teilnehmern gelangen mehrfache Medaillenerfolge, so dem Italiener Davide Stella, der drei Titel im Scratch, Ausscheidungsfahren und im 1000-Meter-Zeitfahren gewann. Der deutsche Fahrer Pete Flemming gewann Gold im Keirin, Sprint und im Teamsprint. Juan David Sierra aus Italien siegte in der Mannschaftsverfolgung, im Zweier-Mannschaftsfahren und im Punktefahren der Junioren. Die belgische Juniorin Hélène Hesters gewann Goldmedaillen in Ausscheidung und Omnium. Jeweils zwei Mal Gold gab es zudem für die Juniorinnen Federica Venturelli (Mannschafts- und Einerverfolgung), Viorica Rand (500 m und Teamsprint) und für den Junior Matteo Fiorin (Italien) im Madison und in der Mannschaftsverfolgung.
Bei den U23-Meisterschaften gelang Tim Torn Teutenberg (Deutschland) das Titel-Doppel in Ausscheidungsfahren und im Omnium, im Zweier-Mannschaftsfahren errang er zudem mit Benjamin Boos Bronze. Für Lara Gillespie aus Irland gab es Gold im Omnium und im Punktefahren, für den italienischen U23-Fahrer Mattia Predomo in Teamsprint und Sprint und für die Britin Rhianna Parris-Smith in Teamsprint und 500-Meter-Zeitfahren. Madelaine Leech und Sophie Lewis errangen Gold in Mannschaftsverfolgung und Zweier-Mannschaftsfahren.
Der Italiener Luca Giaimi stellte im Finale der Einerverfolgung der Junioren einen neuen Weltrekord (3:07,596 min) auf und verbesserte damit seinen eigenen Rekord (3:08,485 min) aus der Qualifikationsrunde. Der italienischen Junioren-Vierer aus Luca Giaimi, Juan David Sierra, Renato Favero, Matteo Fiorin und Etienne Grimod stellte in der Mannschaftsverfolgung mit einer Zeit von 3:53,980 min ebenfalls einen neuen Weltrekord auf.
Die österreichische Mannschaft, die seit dem Abbruch des Ferry-Dusika-Hallenstadions in Wien ohne feste Trainingsstätte ist, errang vier Medaillen und belegte Platz acht. U23-Europameister im Madison wurden Raphael Kokas und Maximilian Schmidbauer; die letzten österreichischen Europameister in dieser Disziplin waren Andreas Müller und Andreas Graf im Jahr 2014. Graf trainiert das Duo. Zusammen mit zwei Bronzemedaillen im Mountainbike bei den Juniorinnen, die ihre Titelkämpfe ebenfalls in Anadia austrugen, waren es die erfolgreichsten Nachwuchseuropameisterschaften für den Österreichischen Radsport-Verband.

## Zeitplan (Finalrennen)

### U23
| Datum                | Disziplinen Männer                           | Disziplinen Frauen                   |
| -------------------- | -------------------------------------------- | ------------------------------------ |
| Dienstag, 11. Juli   | Einerverfolgung, Ausscheidungsfahren         | Einerverfolgung, Ausscheidungsfahren |
| Mittwoch, 12. Juli   | Scratch, Teamsprint                          | Scratch, Teamsprint                  |
| Donnerstag, 13. Juli | 1000-Meter-Zeitfahren, Mannschaftsverfolgung | Mannschaftsverfolgung                |
| Freitag, 14. Juli    | Punktefahren,                                | Punktefahren, Sprint                 |
| Samstag, 15. Juli    | Omnium, Sprint                               | Omnium, 500-Meter-Zeitfahren         |
| Sonntag, 16. Juli    | Keirin, Zweier-Mannschaftsfahren             | Keirin, Zweier-Mannschaftsfahren     |

### Junioren/Juniorinnen
| Datum                | Disziplinen Junioren                                              | Disziplinen Juniorinnen                    |
| -------------------- | ----------------------------------------------------------------- | ------------------------------------------ |
| Dienstag, 11. Juli   | Scratch, Teamsprint                                               | Teamsprint, Scratch                        |
| Mittwoch, 12. Juli   | 1000-Meter-Zeitfahren, Mannschaftsverfolgung, Ausscheidungsfahren | Mannschaftsverfolgung, Ausscheidungsfahren |
| Donnerstag, 13. Juli | Einerverfolgung                                                   | Einerverfolgung, Sprint                    |
| Freitag, 14. Juli    | Sprint, Omnium                                                    | 500-Meter-Zeitfahren, Omnium               |
| Samstag, 15. Juli    | Keirin, Punktefahren                                              | Keirin, Punktefahren                       |
| Sonntag, 16. Juli    | Zweier-Mannschaftsfahren                                          | Zweier-Mannschaftsfahren                   |

## Resultate U23
- Legende: „G“ = Zeit aus dem Finale um Gold; „B“ = Zeit aus dem Finale um Bronze
- Fahrerinnen und Fahrer, deren Name kursiv geschrieben sind, bestritten bei Mannschaftswettbewerben lediglich die Qualifikation oder die erste Runde.

### Sprint
| Platz | Sportler        | Land | Zeit (s)              |
| ----- | --------------- | ---- | --------------------- |
|       | Mattia Predomo  | ITA  | 10,058 (1) 10,118 (2) |
|       | Tijmen van Loon | NLD  |                       |
|       | Hayden Norris   | GBR  | 10,351 (1) 10,393 (2) |

| Platz | Sportlerin               | Land | Zeit (s)              |
| ----- | ------------------------ | ---- | --------------------- |
|       | Alessa-Catriona Pröpster | GER  | 11,431 (1) 11,361 (2) |
|       | Emma Finucane            | GBR  |                       |
|       | Clara Schneider          | GER  | 11,451 (1) 11,521 (2) |

### Keirin
| Platz | Sportler             | Land |
| ----- | -------------------- | ---- |
|       | Matteo Bianchi       | ITA  |
|       | Konstantinos Livanos | GRE  |
|       | Tijmen van Loon      | NLD  |

| Platz | Sportlerin           | Land |
| ----- | -------------------- | ---- |
|       | Clara Schneider      | GER  |
|       | Veronika Jaborníková | CZE  |
|       | Alla Bilezka         | UKR  |

### Teamsprint
| Platz | Sportler                                     | Land | Zeit (s) |
| ----- | -------------------------------------------- | ---- | -------- |
|       | Matteo Bianchi Mattia Predomo Matteo Tugnolo | ITA  | 43,990 G |
|       | Loris Leneman Daan Kool Tijmen van Loon      | NLD  | 44,391 G |
|       | Willy Weinrich Henric Hackmann Luca Spiegel  | GER  | 44,300 B |

| Platz | Sportlerin                                                         | Land | Zeit (s) |
| ----- | ------------------------------------------------------------------ | ---- | -------- |
|       | Rhian Edmunds Iona Moir Rhianna Parris-Smith                       | GBR  | 49,028   |
|       | Anna Veronika Jaborníková Natálie Miksanikova Veronika Jaborníková | CZE  | 49,559   |
|       | Nikola Seremak Natalia Wezyk Nikola Wielowska                      | POL  | 49,359 B |

### Zeitfahren
| Platz | Sportler       | Land | Zeit (min) |
| ----- | -------------- | ---- | ---------- |
|       | Matteo Bianchi | ITA  | 1:00,283   |
|       | Willy Weinrich | GER  | 1:00,824   |
|       | Daan Kool      | NLD  | 1:01,023   |

| Platz | Sportlerin           | Land | Zeit (s) |
| ----- | -------------------- | ---- | -------- |
|       | Rhianna Parris-Smith | GBR  | 34,129   |
|       | Julie Nicolaes       | BEL  | 34,335   |
|       | Clara Schneider      | GER  | 34,932   |

### Einerverfolgung
| Platz | Sportler           | Land | Zeit (min) |
| ----- | ------------------ | ---- | ---------- |
|       | Noah Vandenbranden | BEL  | 4:10,537 G |
|       | Josh Charlton      | GBR  | 4:11,732 G |
|       | Joshua Tarling     | GBR  | 4:09,527 B |

| Platz | Sportlerin        | Land | Zeit (min) |
| ----- | ----------------- | ---- | ---------- |
|       | Kate Richardson   | GBR  | 3:31,962 G |
|       | Olga Wankiewicz   | POL  | 3:33,576 G |
|       | Leila Gschwentner | AUT  | 3:33,825 B |

### Mannschaftsverfolgung
| Platz | Sportler                                                          | Land | Zeit (min) |
| ----- | ----------------------------------------------------------------- | ---- | ---------- |
|       | Josh Charlton Joshua Giddings Noah Hobbs Joshua Tarling           | GBR  | 3:51,217 G |
|       | Samuel Quaranta Niccolò Galli Bryan Olivo Mattia Pinazzi          | ITA  | 3:54,222 G |
|       | Thibaut Bernard Brem Deman Gianluca Pollefliet Noah Vandenbranden | BEL  | 3:54,739 B |

| Platz | Sportlerin                                                         | Land | Zeit (min) |
| ----- | ------------------------------------------------------------------ | ---- | ---------- |
|       | Madelaine Leech Sophie Lewis Grace Lister Kate Richardson          | GBR  | 4:22,087 G |
|       | Heidi Gauguin Constance Marchand Aurore Pernollet Clemence Chereau | FRA  | 4:28,833 G |
|       | Valentina Basilico Sofia Collinelli Sara Fiorin Matilde Vitillo    | ITA  | 4:25,912 B |

### Ausscheidungsfahren
| Platz | Sportler            | Land |
| ----- | ------------------- | ---- |
|       | Tim Torn Teutenberg | GER  |
|       | Gianluca Pollefliet | BEL  |
|       | Elmar Abma          | NLD  |

| Platz | Sportlerin         | Land |
| ----- | ------------------ | ---- |
|       | Maike van der Duin | NLD  |
|       | Katrijn De Clercq  | BEL  |
|       | Nora Tveit         | NOR  |

### Scratch
| Platz | Sportler          | Land |
| ----- | ----------------- | ---- |
|       | Phillip Mathiesen | DEN  |
|       | Diogo Narciso     | POR  |
|       | Elmar Abma        | NLD  |

| Platz | Sportlerin         | Land |
| ----- | ------------------ | ---- |
|       | Maja Tracka        | POL  |
|       | Flora Perkins      | GBR  |
|       | Constance Marchand | FRA  |

### Punktefahren
| Platz | Sportler               | Land | Punkte |
| ----- | ---------------------- | ---- | ------ |
|       | Noah Vandenbranden     | BEL  | 49     |
|       | Niccolò Galli          | ITA  | 41     |
|       | Maximilian Schmidbauer | AUT  | 41     |

| Platz | Sportlerin            | Land | Punkte |
| ----- | --------------------- | ---- | ------ |
|       | Lara Gillespie        | IRL  | 49     |
|       | Maike van der Duin    | NLD  | 42     |
|       | Tetjana Jaschtschenko | UKR  | 31     |

### Omnium
| Platz | Sportler            | Land | Punkte |
| ----- | ------------------- | ---- | ------ |
|       | Tim Torn Teutenberg | GER  | 142    |
|       | Tim Wafler          | AUT  | 118    |
|       | Elmar Abma          | NLD  | 113    |

| Platz | Sportlerin         | Land | Punkte |
| ----- | ------------------ | ---- | ------ |
|       | Lara Gillespie     | IRL  | 126    |
|       | Katrijn De Clercq  | BEL  | 118    |
|       | Maike van der Duin | NLD  | 117    |

### Madison
| Platz | Sportler                               | Land | Punkte (Runden) |
| ----- | -------------------------------------- | ---- | --------------- |
|       | Raphael Kokas Maximilian Schmidbauer   | AUT  | 68              |
|       | Gianluca Pollefliet Noah Vandenbranden | BEL  | 61              |
|       | Benjamin Boos Tim Torn Teutenberg      | GER  | 51              |

| Platz | Sportlerin                                 | Land | Punkte (Runden) |
| ----- | ------------------------------------------ | ---- | --------------- |
|       | Madelaine Leech Sophie Lewis               | GBR  | 48              |
|       | Katrijn De Clercq Marith Vanhove           | BEL  | 19              |
|       | Eva Anguela Yágüez Isabella Maria Escalera | ESP  | 12              |

## Resultate Juniorinnen/Junioren
- Legende: „G“ = Zeit aus dem Finale um Gold; „B“ = Zeit aus dem Finale um Bronze
- Fahrerinnen und Fahrer, deren Name kursiv geschrieben sind, bestritten bei Mannschaftswettbewerben lediglich die Qualifikation oder die erste Runde.

### Sprint
| Platz | Sportler         | Land | Zeit (s)              |
| ----- | ---------------- | ---- | --------------------- |
|       | Pete Flemming    | GER  | 10,085 (1) 10,684 (2) |
|       | Oliver Pettifer  | GBR  |                       |
|       | Etienne Oliviero | FRA  | 10,545 (2) 10,930 (3) |

| Platz | Sportlerin           | Land | Zeit (s)                          |
| ----- | -------------------- | ---- | --------------------------------- |
|       | Karolina Keliukh     | UKR  | 11,626 (1) 11,561 (3)             |
|       | Marie-Louisa Drouode | FRA  | 11,531 (2)                        |
|       | Viorica Rand         | GBR  | 12,001 (1) Gegnerin relegiert (2) |

### Keirin
| Platz | Sportler         | Land |
| ----- | ---------------- | ---- |
|       | Pete Flemming    | GER  |
|       | Tjorvens Mertens | BEL  |
|       | Etienne Oliviero | FRA  |

| Platz | Sportlerin           | Land |
| ----- | -------------------- | ---- |
|       | Beatrice Bertolini   | ITA  |
|       | Maria-Louisa Drouode | FRA  |
|       | Anna Whitworth-Hay   | GBR  |

### Teamsprint
| Platz | Sportler                                            | Land | Zeit (s) |
| ----- | --------------------------------------------------- | ---- | -------- |
|       | Pete Flemming Colin Rudolph Jakob Vogt              | GER  | 44,966   |
|       | Antoine Capelle Etienne Oliviero Matthias Sylvanise | FRA  | 46,138   |
|       | Nicolas Aernouts Tjorven Mertens Yeno Vingerhoets   | BEL  | 47,314   |

| Platz | Sportlerin                                      | Land | Zeit (s) |
| ----- | ----------------------------------------------- | ---- | -------- |
|       | Sarah Johnson Viorica Rand Anna Whitworth-Hay   | GBR  | 50,534   |
|       | Anastasia Kuniß Bente Lürmann Anne Slosharek    | GER  | 51,373   |
|       | Beatrice Bertolini Vittoria Grassi Carola Ratti | ITA  | 52,186   |

### Zeitfahren
| Platz | Sportler       | Land | Zeit (min) |
| ----- | -------------- | ---- | ---------- |
|       | Davide Stella  | ITA  | 1:02,448   |
|       | Nolan Huysmans | BEL  | 1:02,449   |
|       | Jakob Vogt     | GER  | 1:02,461   |

| Platz | Sportlerin           | Land | Zeit (s) |
| ----- | -------------------- | ---- | -------- |
|       | Viorica Rand         | GBR  | 35,520   |
|       | Marie-Louisa Drouode | FRA  | 35,687   |
|       | Bente Lürmann        | GER  | 35,895   |

### Einerverfolgung
| Platz | Sportler        | Land | Zeit (min)    |
| ----- | --------------- | ---- | ------------- |
|       | Luca Giaimi     | ITA  | 3:07,596 G WR |
|       | Matthew Brennan | GBR  | 3:09,161 G    |
|       | Ben Wiggins     | GBR  | 3:12,965 B    |

| Platz | Sportlerin          | Land | Zeit (min) |
| ----- | ------------------- | ---- | ---------- |
|       | Federica Venturelli | ITA  | 2:18,432 G |
|       | Hélène Hesters      | BEL  | 2:20,981 G |
|       | Alice Toniolli      | ITA  | 2:21,409 B |

### Mannschaftsverfolgung
| Platz | Sportler                                                     | Land | Zeit (min)    |
| ----- | ------------------------------------------------------------ | ---- | ------------- |
|       | Renato Favero Matteo Fiorin Luca Giaimi Juan David Sierra    | ITA  | 3:53,980 G WR |
|       | Matthew Brennan Jed Smithson Luke Finlay Tarling Ben Wiggins | GBR  | 4:00,540 G    |
|       | Jonathan Hansen Conrad Haugsted August Hundt Noah Andersen   | DEN  | 4:00,656 B    |

| Platz | Sportlerin                                                 | Land | Zeit (min) |
| ----- | ---------------------------------------------------------- | ---- | ---------- |
|       | Irma Siri Alice Toniolli Silvia Milesi Federica Venturelli | ITA  | 4:26,834 G |
|       | Violette Demay Melanie Dupin Leonie Mahieu Léane Tabu      | FRA  | 4:27,136 G |
|       | Cat Ferguson Ella Jamieson Carys Lloyd Isabel Sharp        | GBR  | 4:27,467 B |

### Ausscheidungsfahren
| Platz | Sportler         | Land |
| ----- | ---------------- | ---- |
|       | Davide Stella    | ITA  |
|       | Žak Eržen        | SLO  |
|       | Collin Westbroek | NLD  |

| Platz | Sportlerin     | Land |
| ----- | -------------- | ---- |
|       | Hélène Hesters | BEL  |
|       | Anita Baima    | ITA  |
|       | Sina Temmen    | GER  |

### Scratch
| Platz | Sportler       | Land |
| ----- | -------------- | ---- |
|       | Davide Stella  | ITA  |
|       | Ramazan Yilmaz | TUR  |
|       | Pablo Laruelle | FRA  |

| Platz | Sportlerin      | Land |
| ----- | --------------- | ---- |
|       | Magdalena Fuchs | GER  |
|       | Vittoria Grassi | ITA  |
|       | Laerke Expeels  | BEL  |

### Punktefahren
| Platz | Sportler          | Land | Punkte |
| ----- | ----------------- | ---- | ------ |
|       | Juan David Sierra | ITA  | 70     |
|       | Patryk Goszczurny | POL  | 39     |
|       | Ramazan Yilmaz    | TUR  | 30     |

| Platz | Sportlerin            | Land | Punkte |
| ----- | --------------------- | ---- | ------ |
|       | Seana Littbarski-Gray | GER  | 38     |
|       | Léane Tabu            | FRA  | 31     |
|       | Patricia Duarte       | POR  | 22     |

### Omnium
| Platz | Sportler        | Land | Punkte |
| ----- | --------------- | ---- | ------ |
|       | Héctor Álvarez  | ESP  | 147    |
|       | Matteo Fiorin   | ITA  | 143    |
|       | Dawid Łątkowski | POL  | 142    |

| Platz | Sportlerin       | Land | Punkte |
| ----- | ---------------- | ---- | ------ |
|       | Hélène Hesters   | BEL  | 139    |
|       | Cat Ferguson     | GBR  | 131    |
|       | Clemence Chereau | FRA  | 130    |

### Madison
| Platz | Sportler                        | Land | Punkte (Runden) |
| ----- | ------------------------------- | ---- | --------------- |
|       | Matteo Fiorin Juan David Sierra | ITA  | 43              |
|       | Matthew Brennan Ben Wiggins     | GBR  | 34              |
|       | Tom Crabbe Milan Van den Haute  | BEL  | 27              |

| Platz | Sportlerin                              | Land | Punkte (Runden) |
| ----- | --------------------------------------- | ---- | --------------- |
|       | Carys Lloyd Isabel Sharp                | GBR  | 29              |
|       | Laerke Expeels Hélène Hesters           | BEL  | 25              |
|       | Messane Bräutigam Seana Littbarski-Gray | GER  | 23              |

## Medaillenspiegel
| Platz | Land           | Gold | Silber | Bronze | Gesamt |
| ----- | -------------- | ---- | ------ | ------ | ------ |
| 1     | Italien        | 14   | 5      | 3      | 22     |
| 2     | Großbritannien | 9    | 8      | 6      | 23     |
| 3     | Deutschland    | 9    | 2      | 8      | 19     |
| 4     | Belgien        | 4    | 10     | 4      | 18     |
| 5     | Irland         | 2    | 0      | 0      | 2      |
| 6     | Niederlande    | 1    | 3      | 7      | 11     |
| 7     | Polen          | 1    | 2      | 2      | 5      |
| 8     | Österreich     | 1    | 1      | 2      | 4      |
| 9     | Ukraine        | 1    | 0      | 2      | 3      |
| 10    | Dänemark       | 1    | 0      | 1      | 2      |
| 10    | Spanien        | 1    | 0      | 1      | 2      |
| 12    | Frankreich     | 0    | 7      | 5      | 12     |
| 13    | Tschechien     | 0    | 2      | 0      | 2      |
| 14    | Türkei         | 0    | 1      | 1      | 2      |
| 14    | Portugal       | 0    | 1      | 1      | 2      |
| 16    | Slowenien      | 0    | 1      | 0      | 1      |
| 16    | Griechenland   | 0    | 1      | 0      | 1      |
| 18    | Norwegen       | 0    | 0      | 1      | 1      |
| Total | Total          | 44   | 44     | 44     | 132    |

## Aufgebote

### Bund Deutscher Radfahrer

#### U23
- Frauen Ausdauer: Justyna Czapla, Hanna Dopjans, Lana Eberle, Fabienne Jährig, Selma Lantzsch, Marla Sigmund. Bundestrainer: André Korff

- Frauen Kurzzeit: Alessa-Catriona Pröpster, Clara Schneider. Bundestrainer: Carsten Bergemann
- Männer Ausdauer: Benjamin Boos, Tobias Buck-Gramcko, Nicolas Heinrich, Jasper Schröder, Ben Felix Jochum, Tim Torn Teutenberg. Trainer: Frank Augustin
- Männer Kurzzeit: Paul Groß, Henric Hackmann, Luca Spiegel, Willy Weinrich. Bundestrainer: Carsten Bergemann

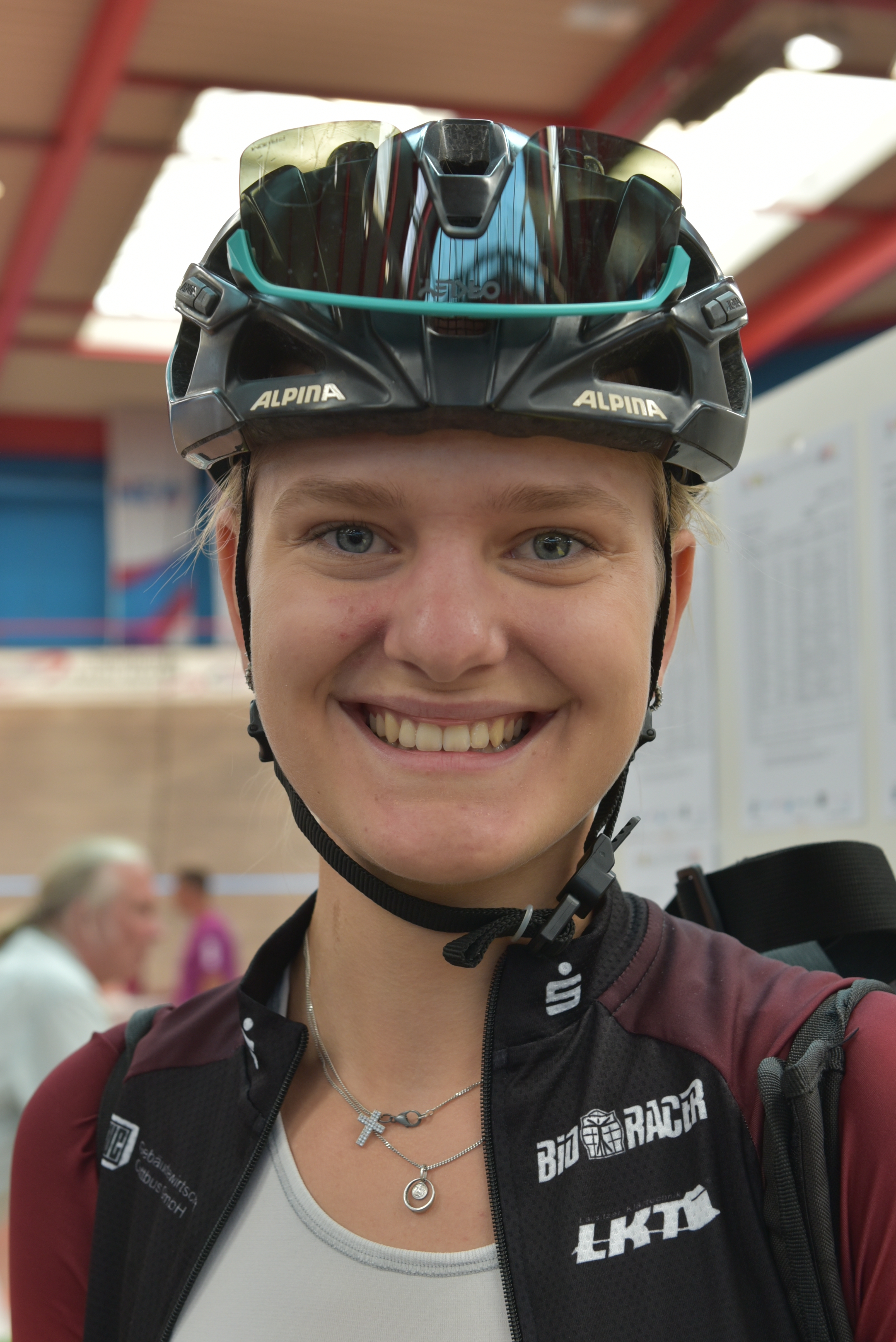
Hanna Dopjans
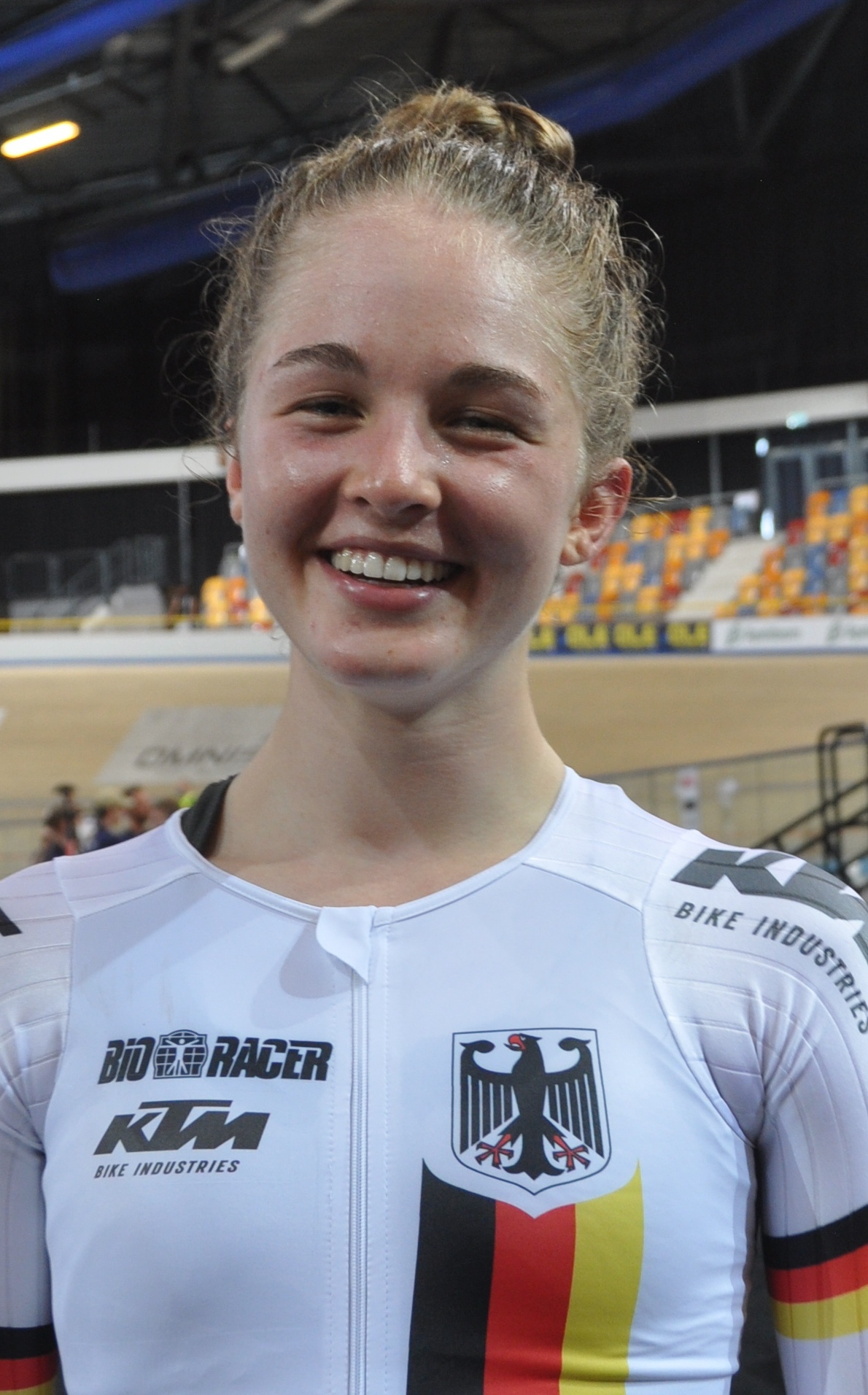
Lana Eberle
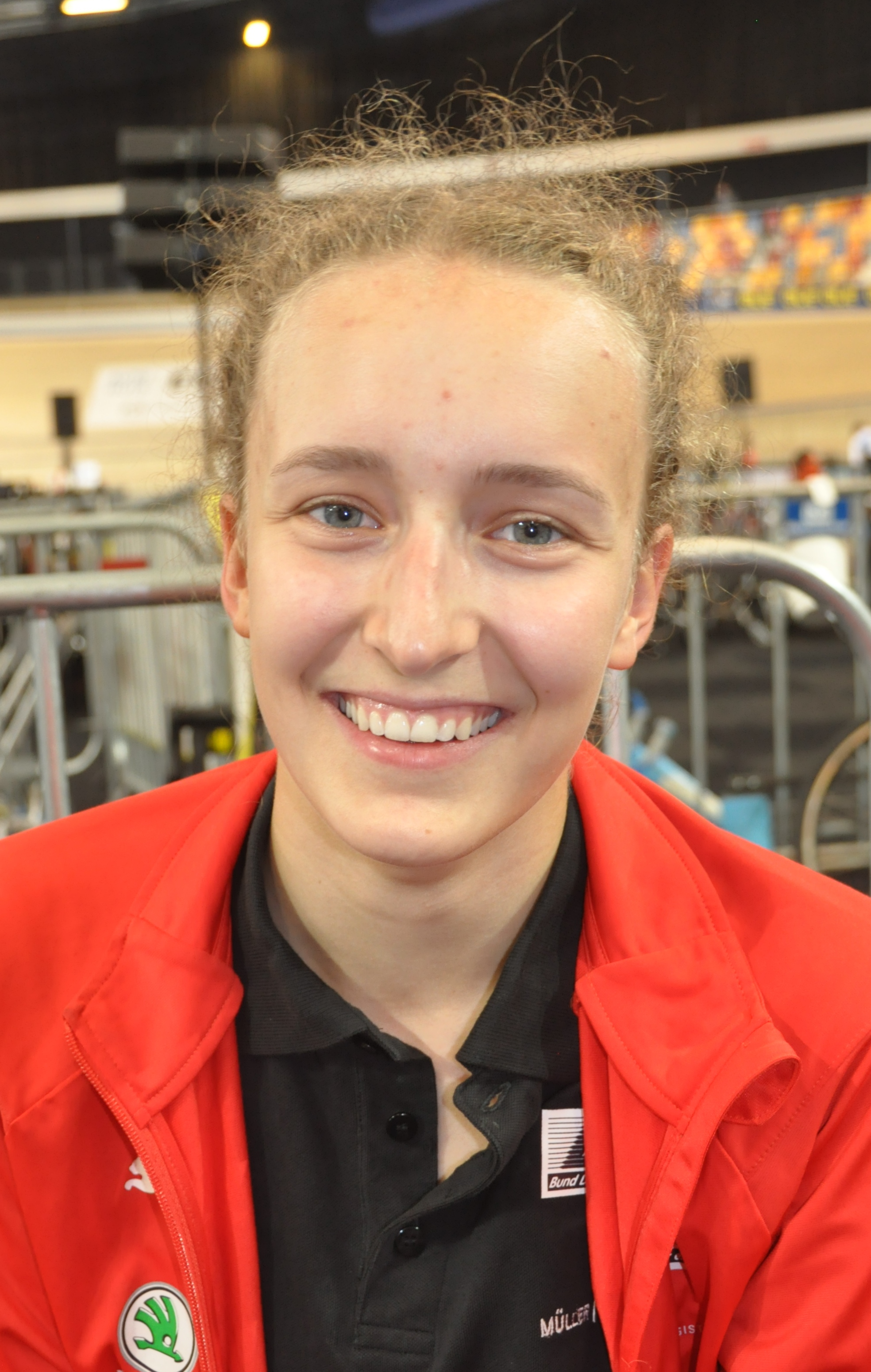
Marla Sigmund
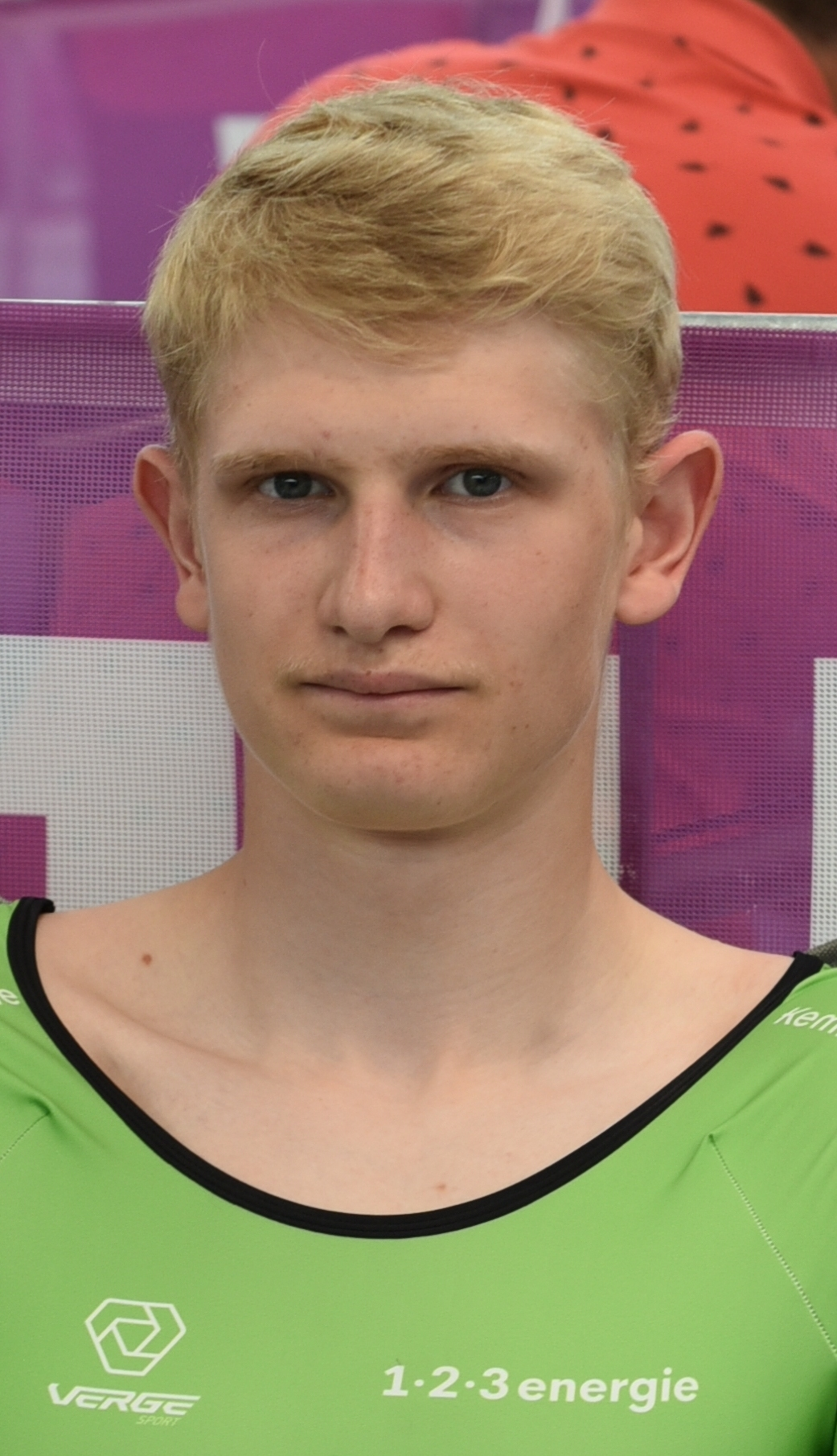
Henric Hackmann
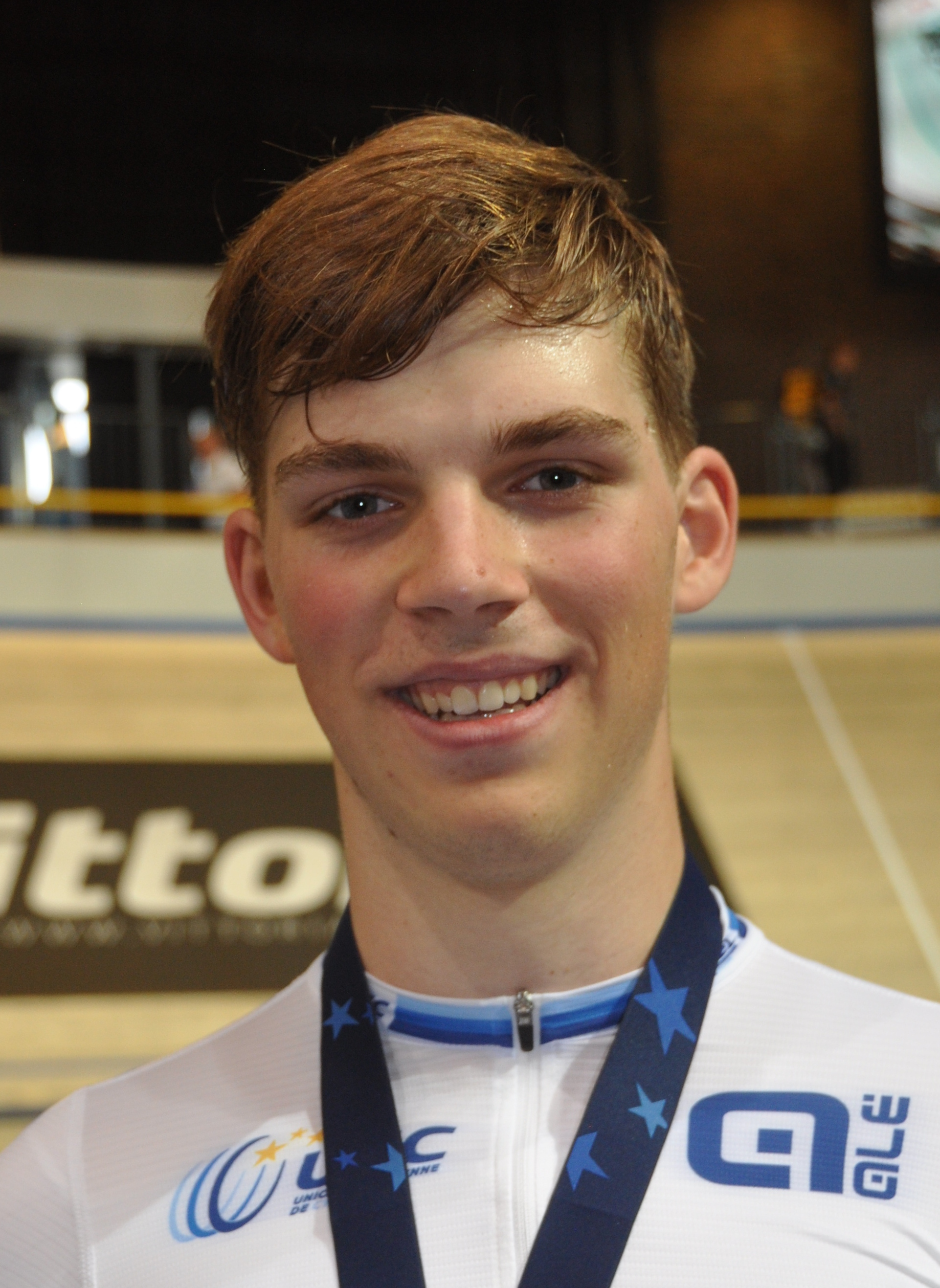
Willy Weinrich
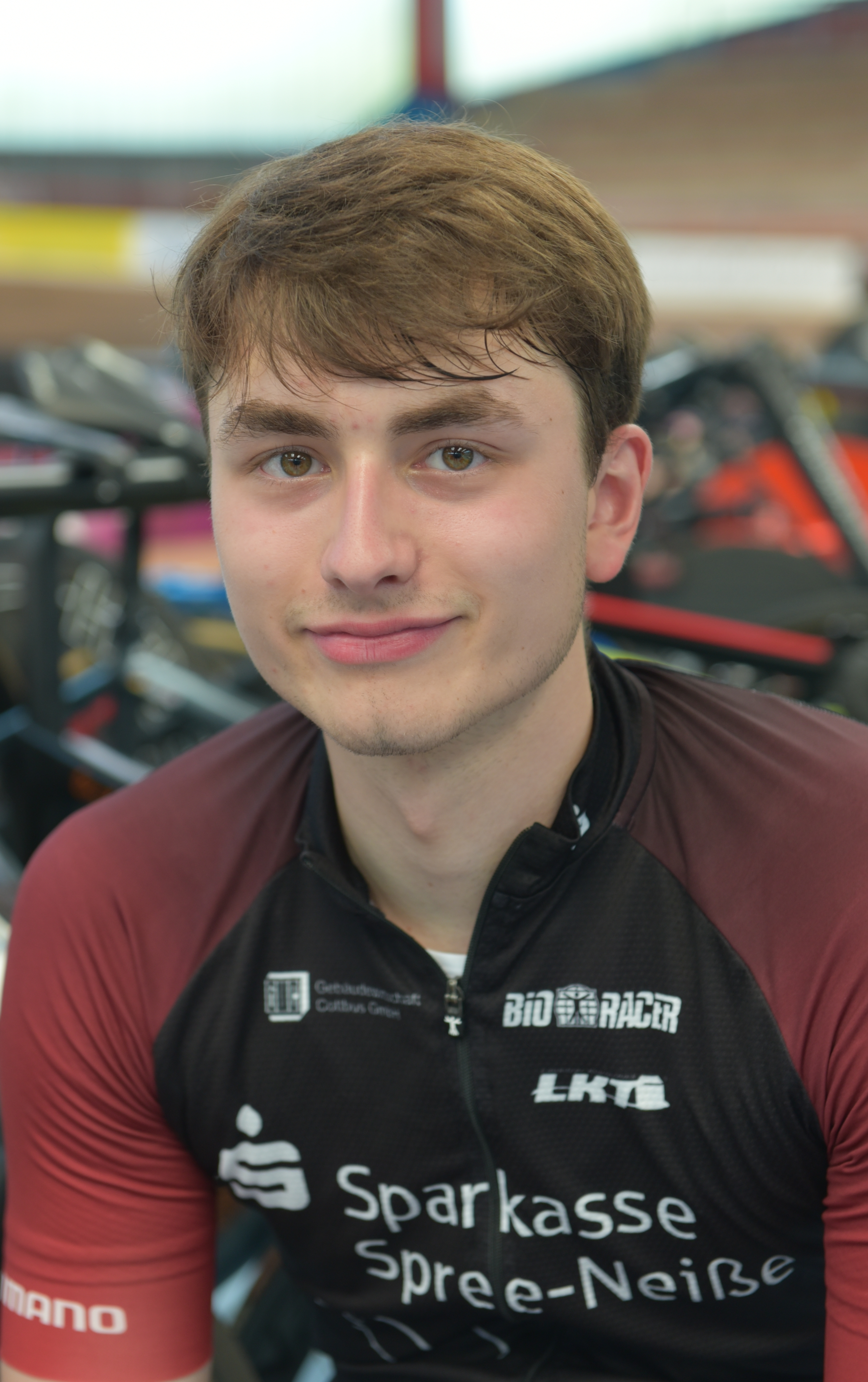
Paul Groß

#### Junioren
- Juniorinnen Ausdauer: Messane Bräutigam, Magdalena Fuchs, Pia Grünewald, Seana Littbarski-Gray, Janike Maira Lode, Sina Temmen. Bundestrainer: Lucas Schädlich
- Juniorinnen Kurzzeit: Anastasia Kuniß, Bente Lürmann, Anne Slosharek. Bundestrainer: Maximilian Levy
- Junioren Kurzzeit: Pete Flemming, Janek Herrchen, Colin Rudolph, Jakob Vogt. Bundestrainer: Maximilian Levy

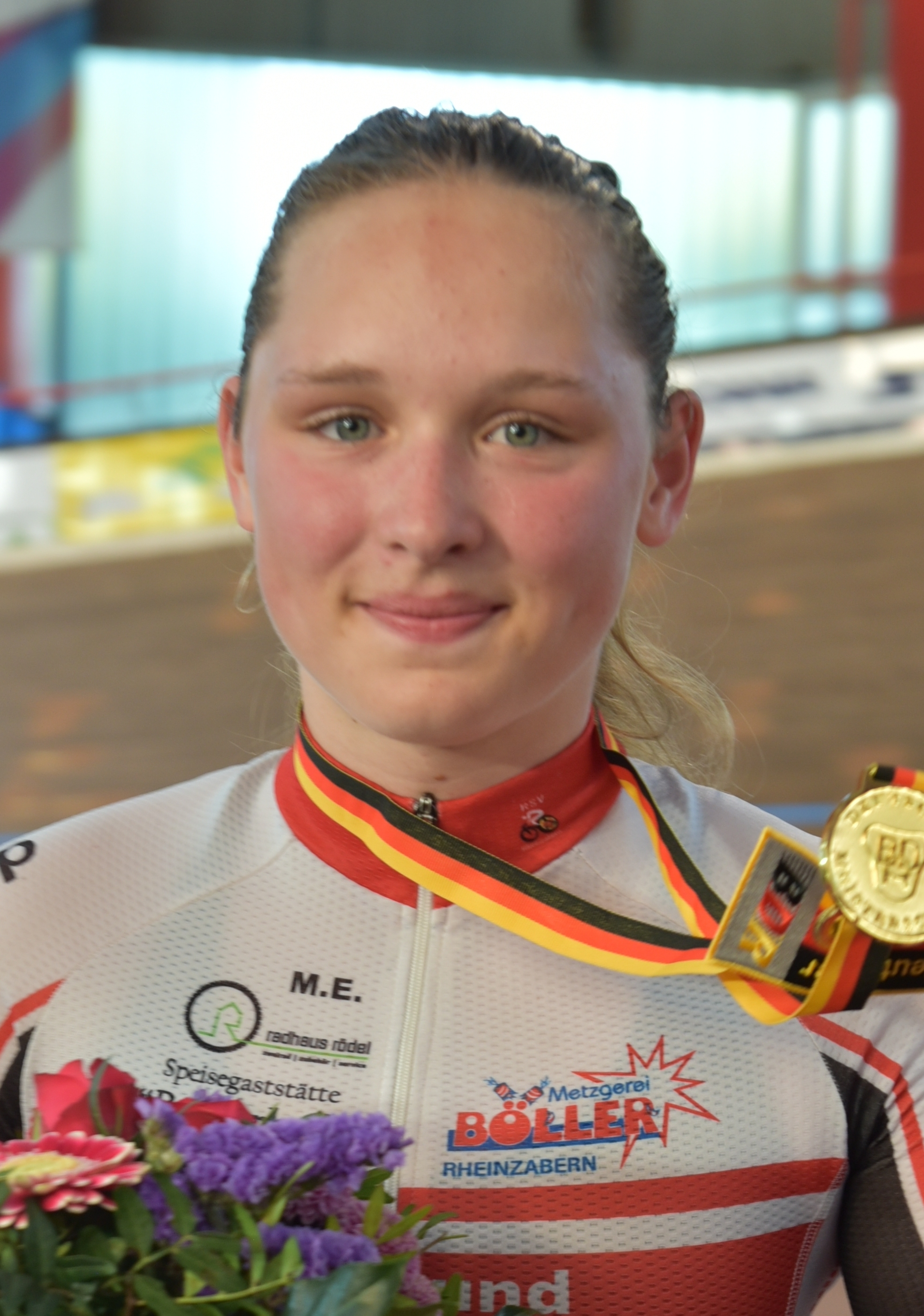
Messane Bräutigam
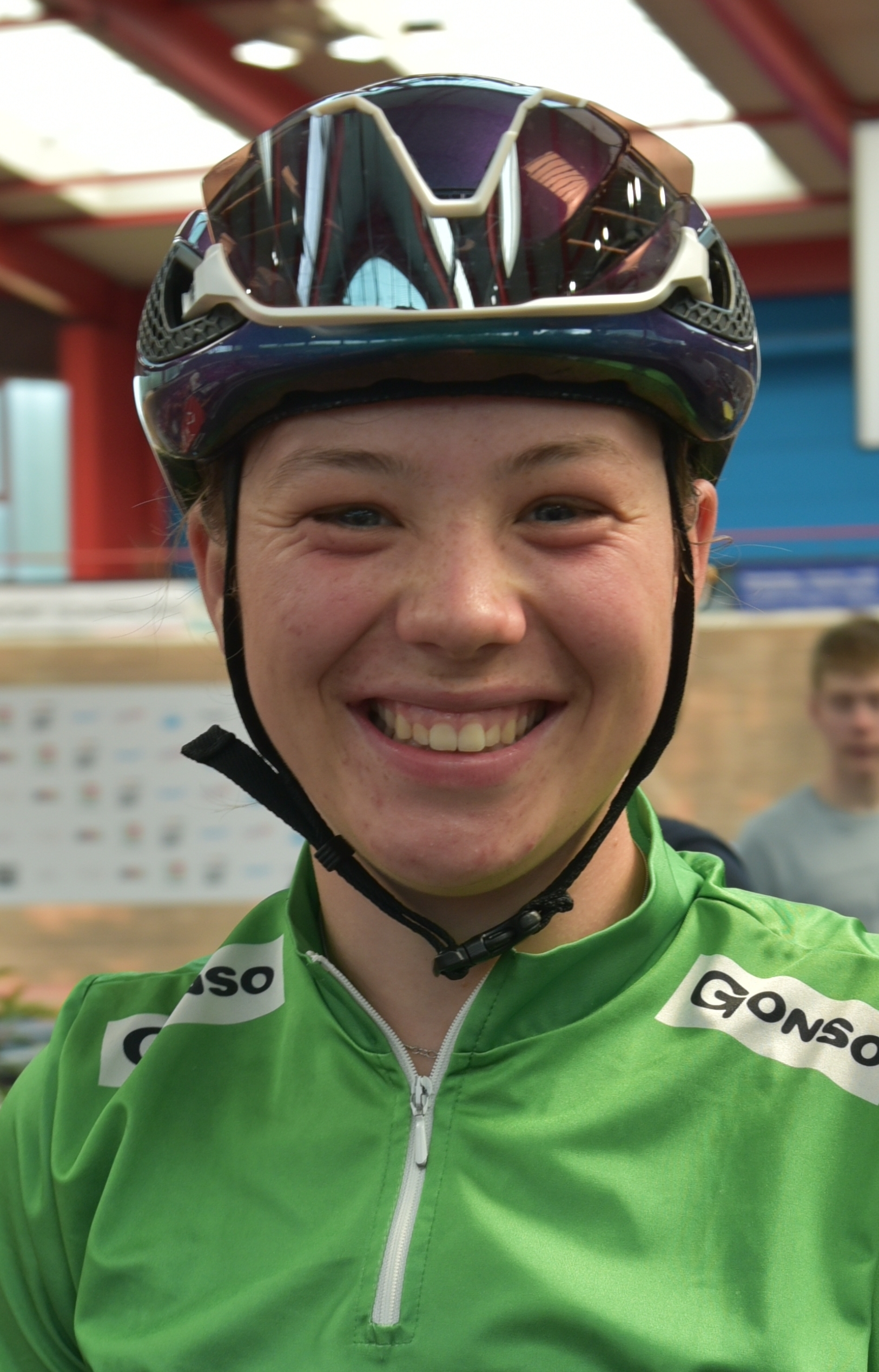
Magdalena Fuchs
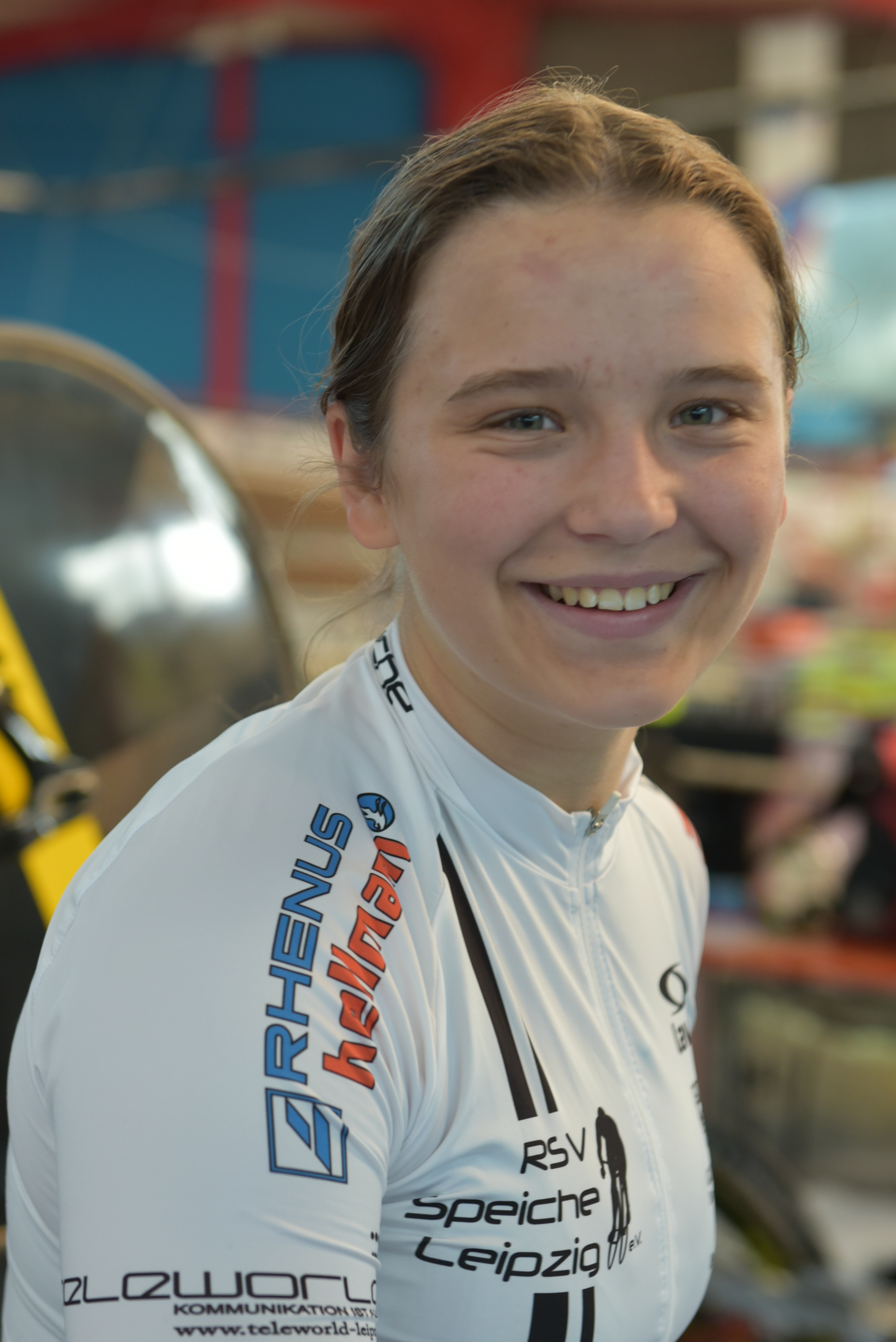
Anastasia Kuniß
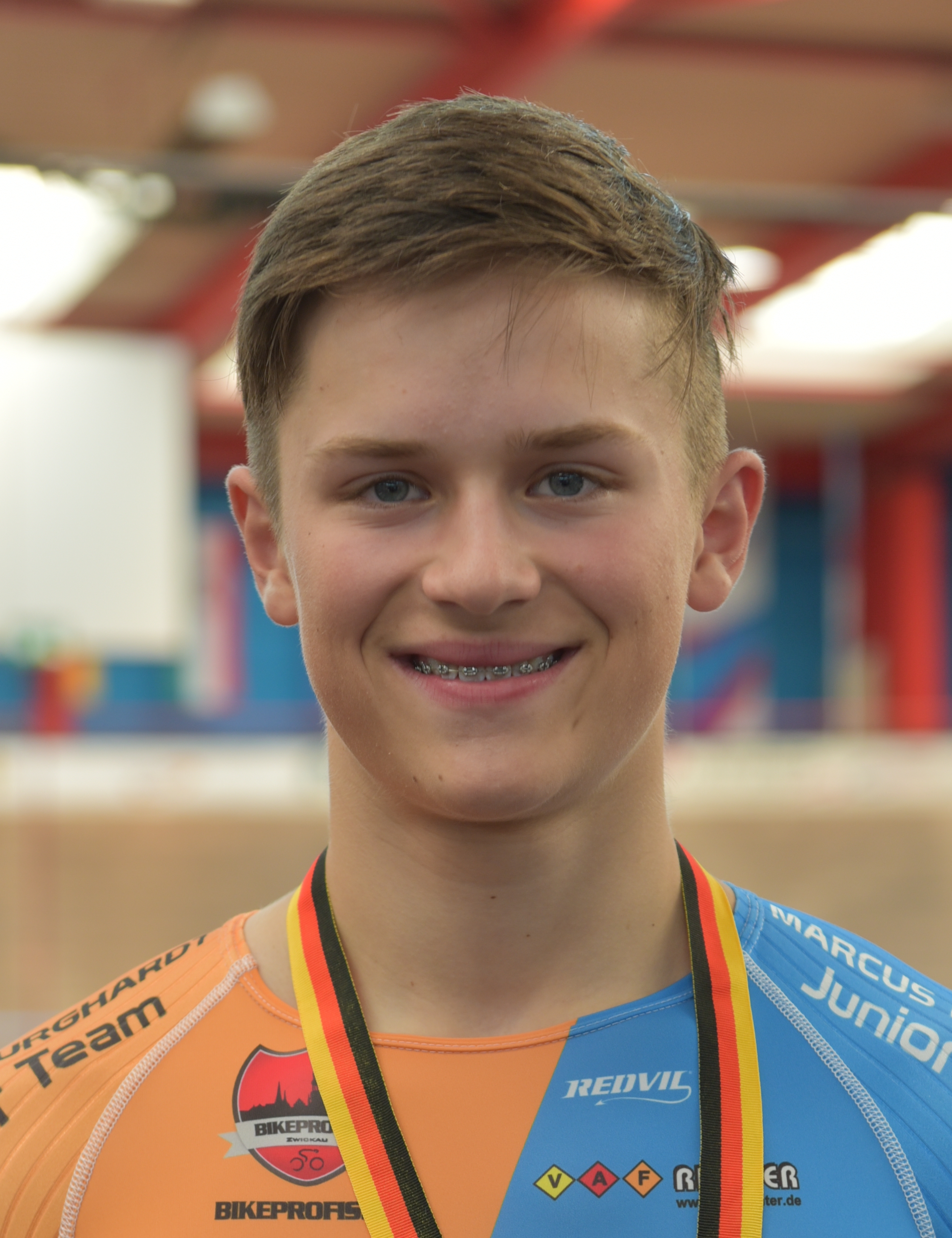
Colin Rudolph
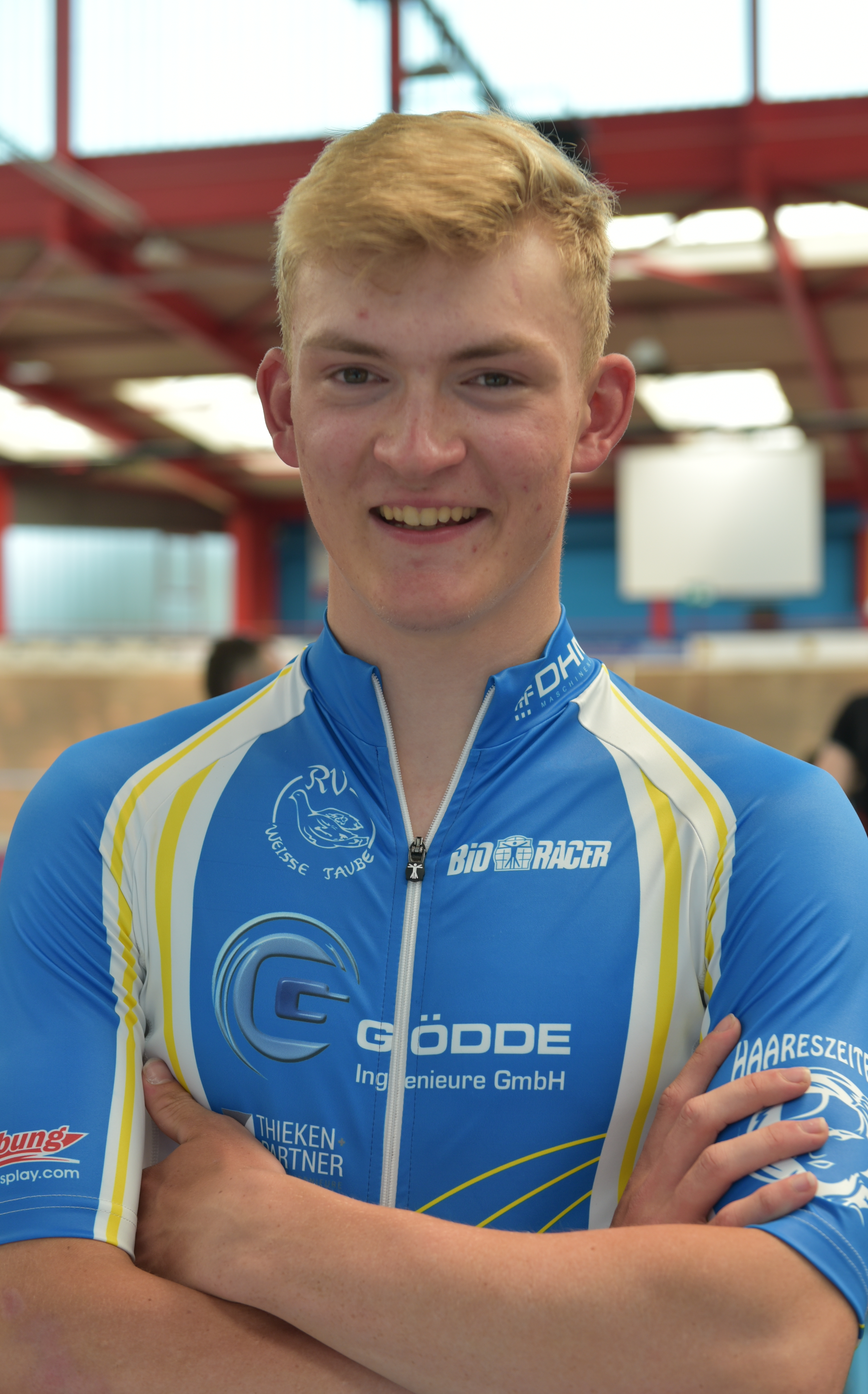
Jakob Vogt

### Cycling Austria

#### U23
- Frauen U23: Leila Gschwentner
- Männer U23: Raphael Kokas, Maximilian Schmidbauer, Tim Wafler

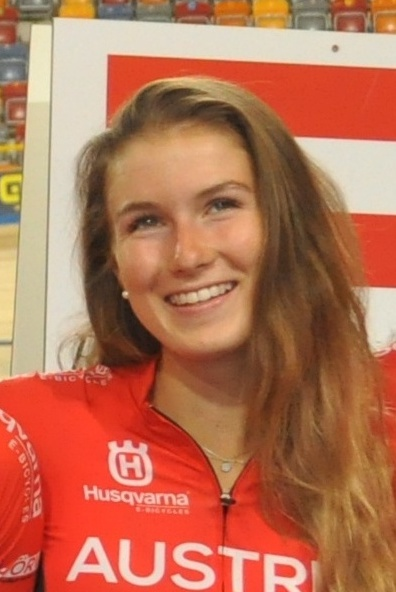
Leila Gschwentner
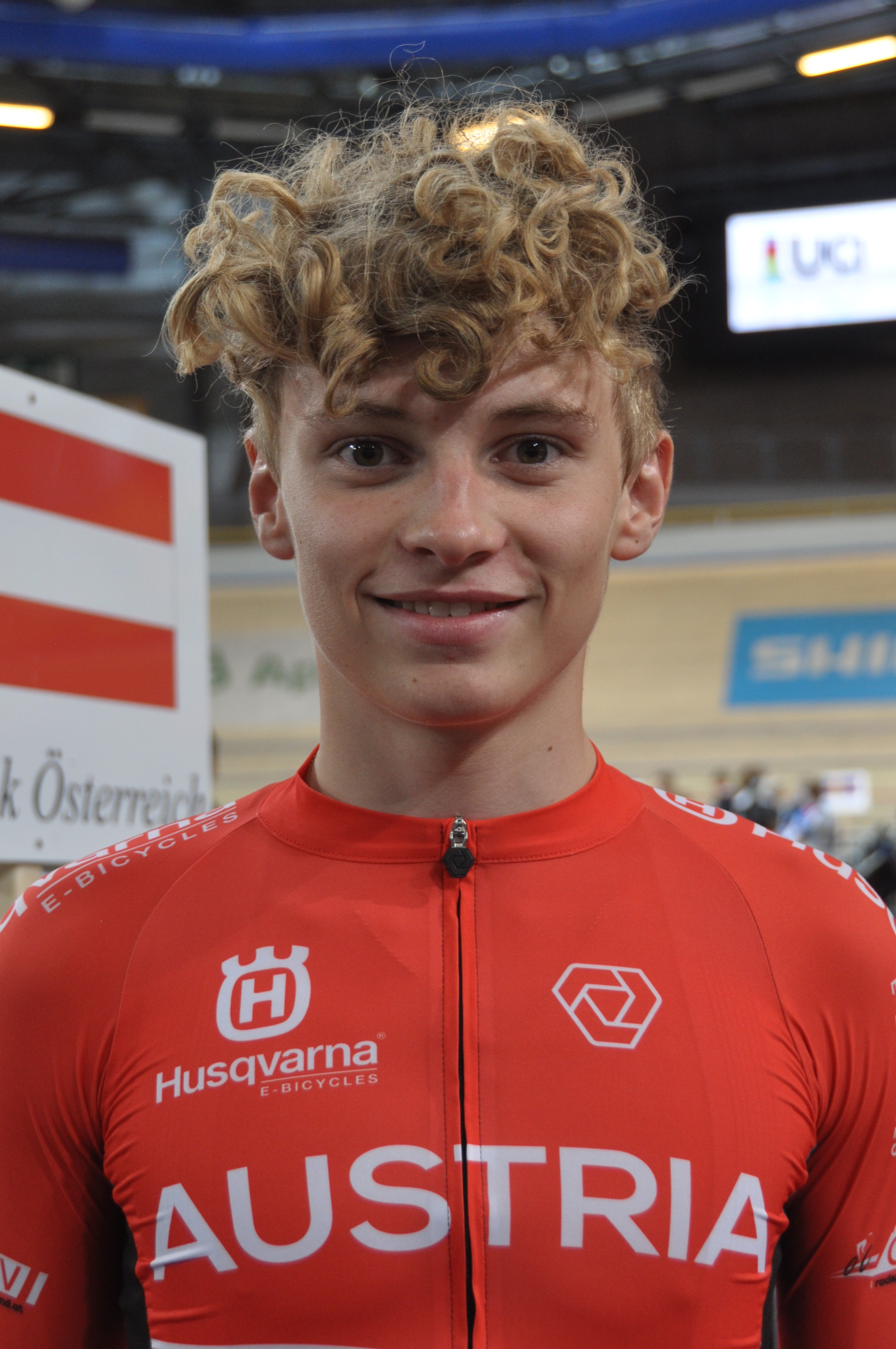
Raphael Kokas
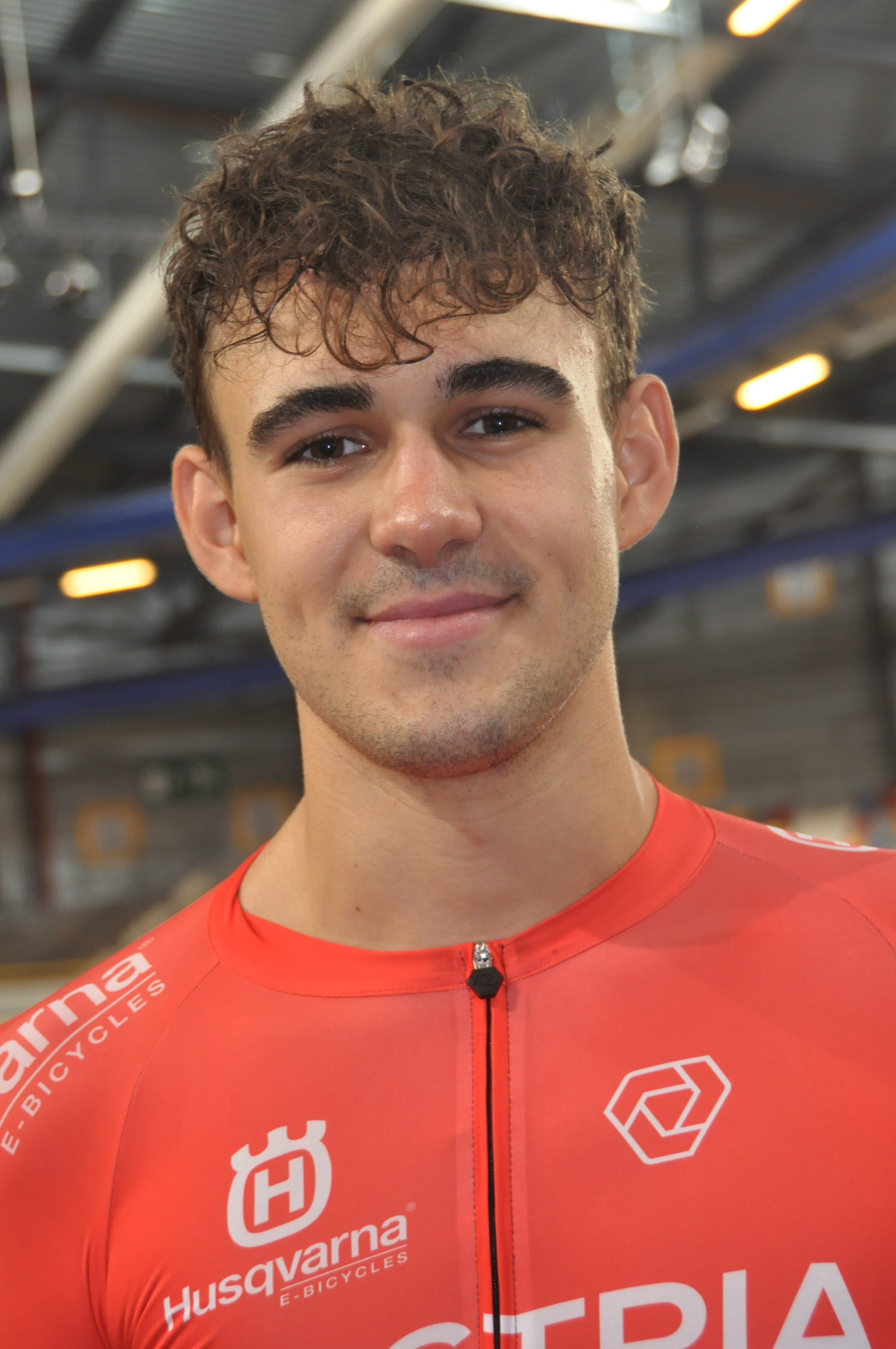
Tim Wafler

### Swiss Cycling

#### Junioren
- Juniorinnen: Zoe Schiess
- Junioren: Victor Bernareau, Luca Bühlmann, Francesco Caruso, Arthur Guillet, Mats Poot

#### U23
- Frauen: Fantine Fragnière, Lorena Leu, Jasmin Liechti, Annika Liehner, Janice Stettler
- Männer: Dominik Bieler, Matteo Contant, Nicolò De Lisi, Pascal Tappeiner, Emanuel Wüthrich

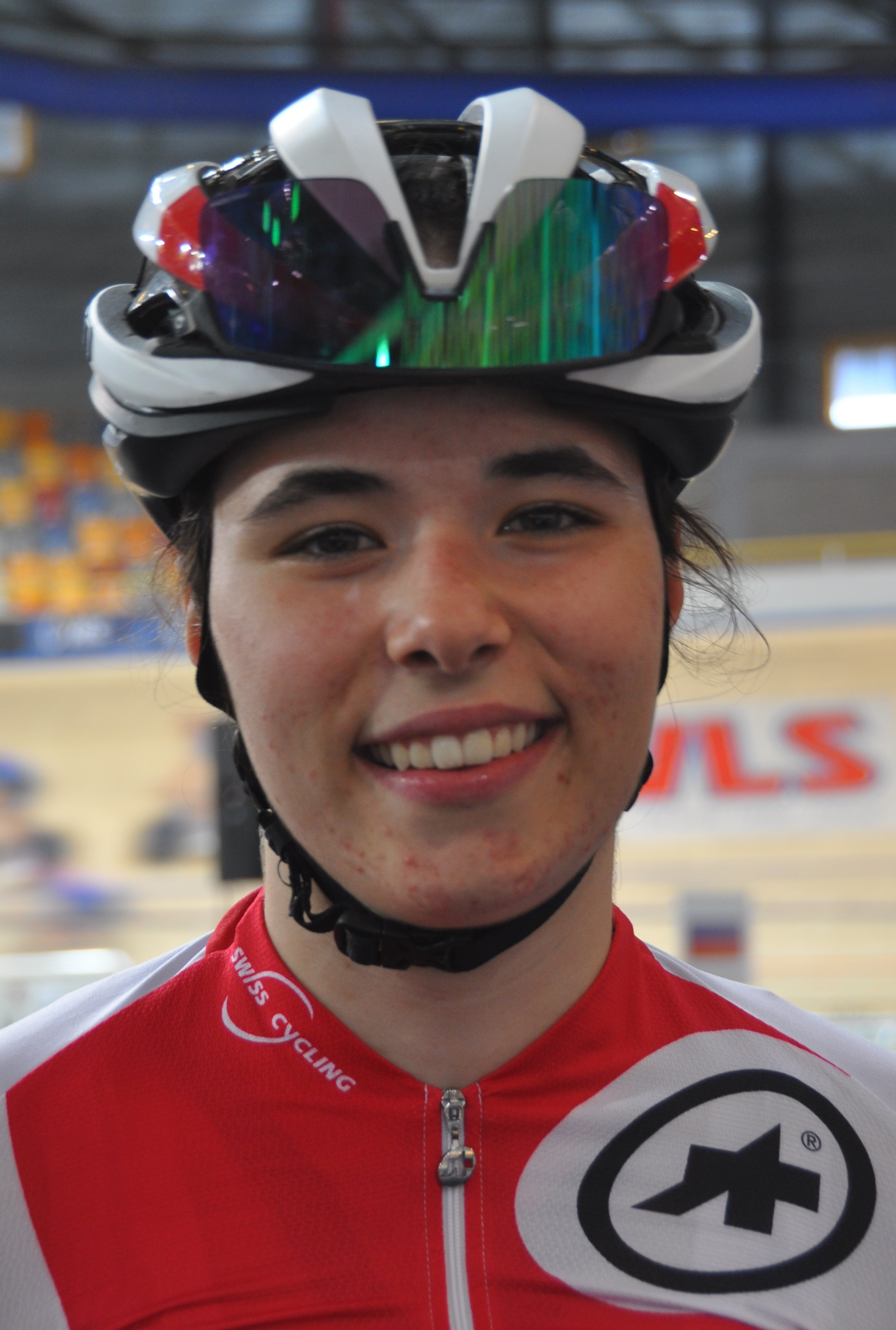
Lorena Leu
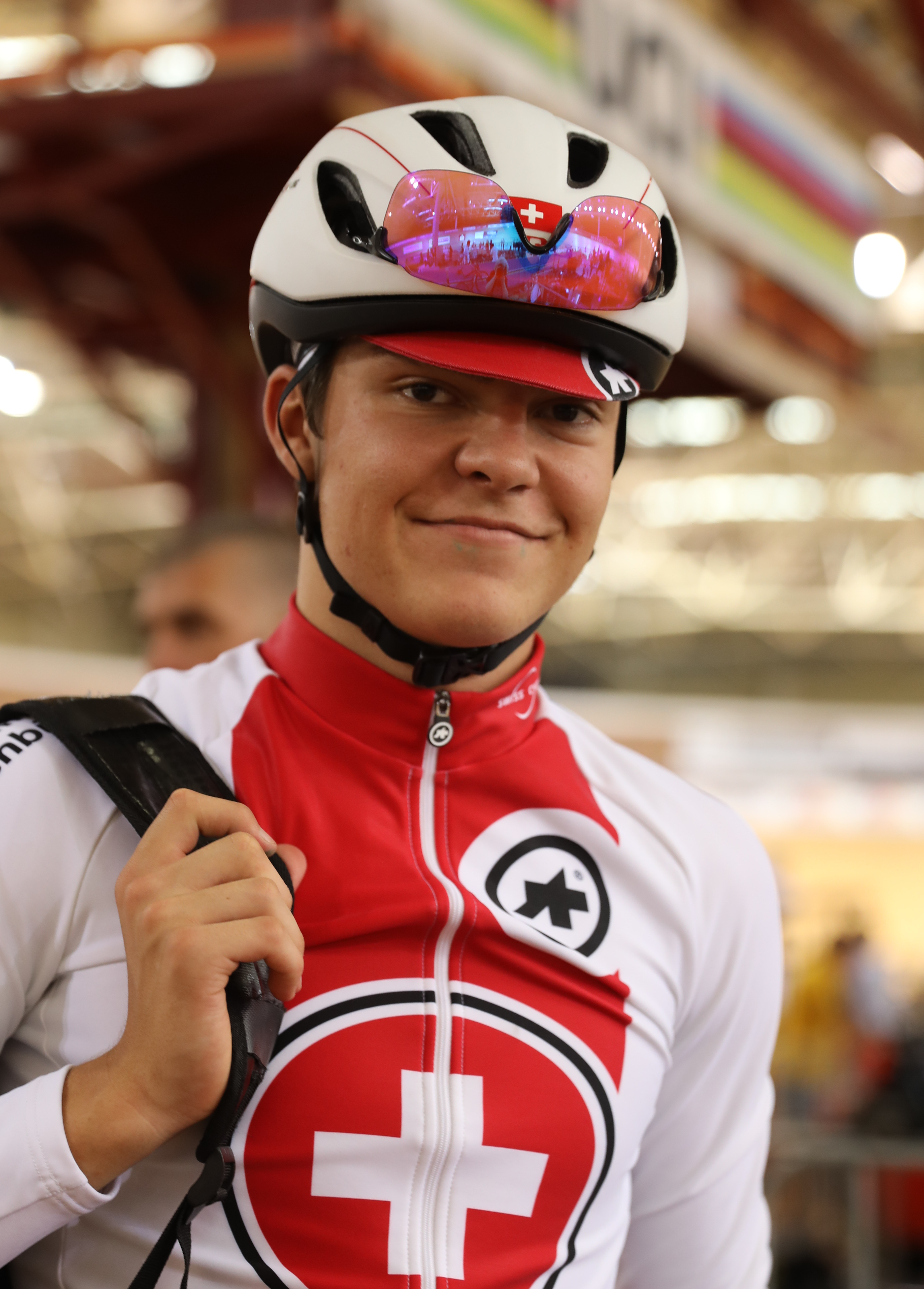
Dominik Bieler
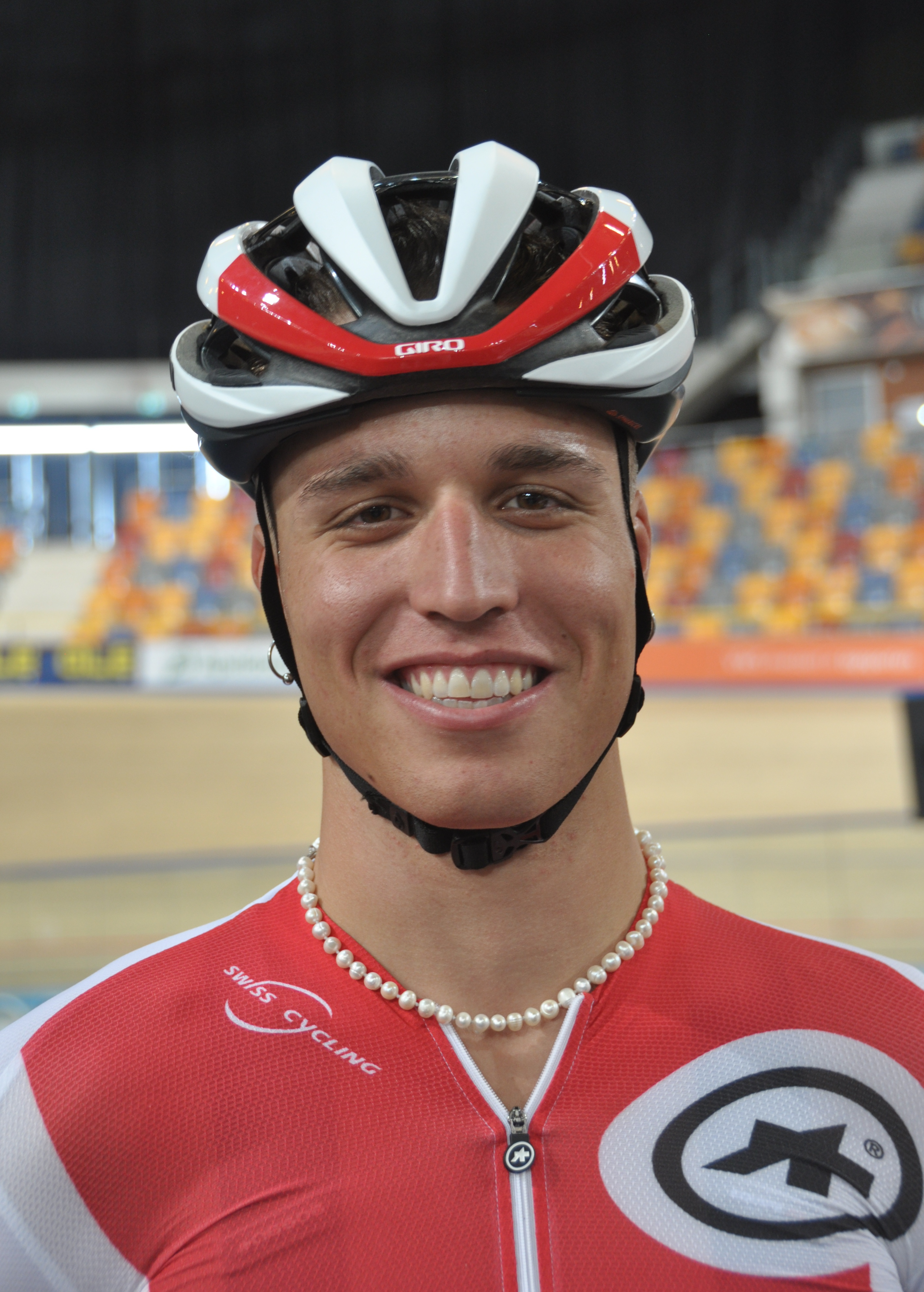
Nicolò De Lisi
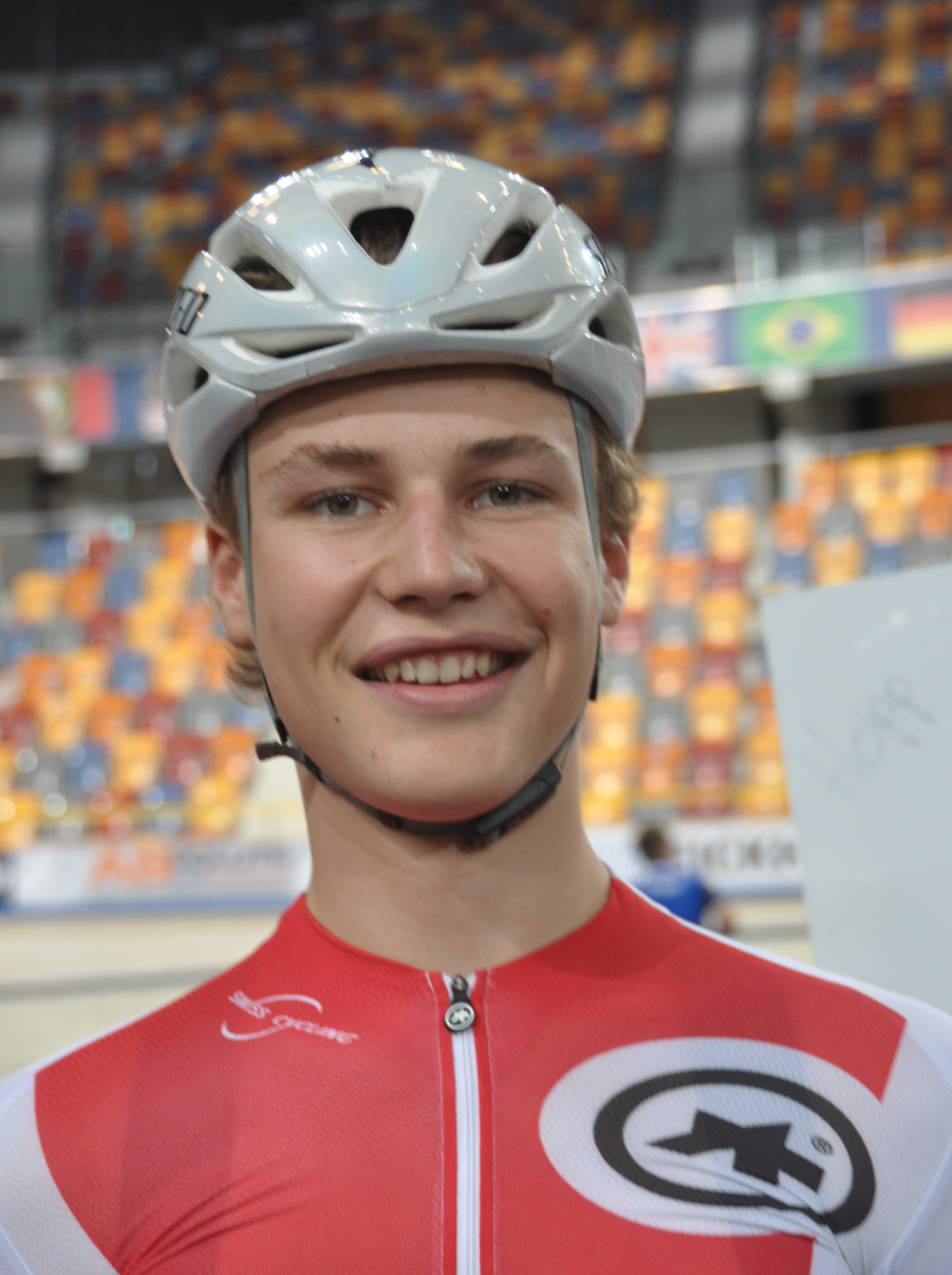
Pascal Tappeiner
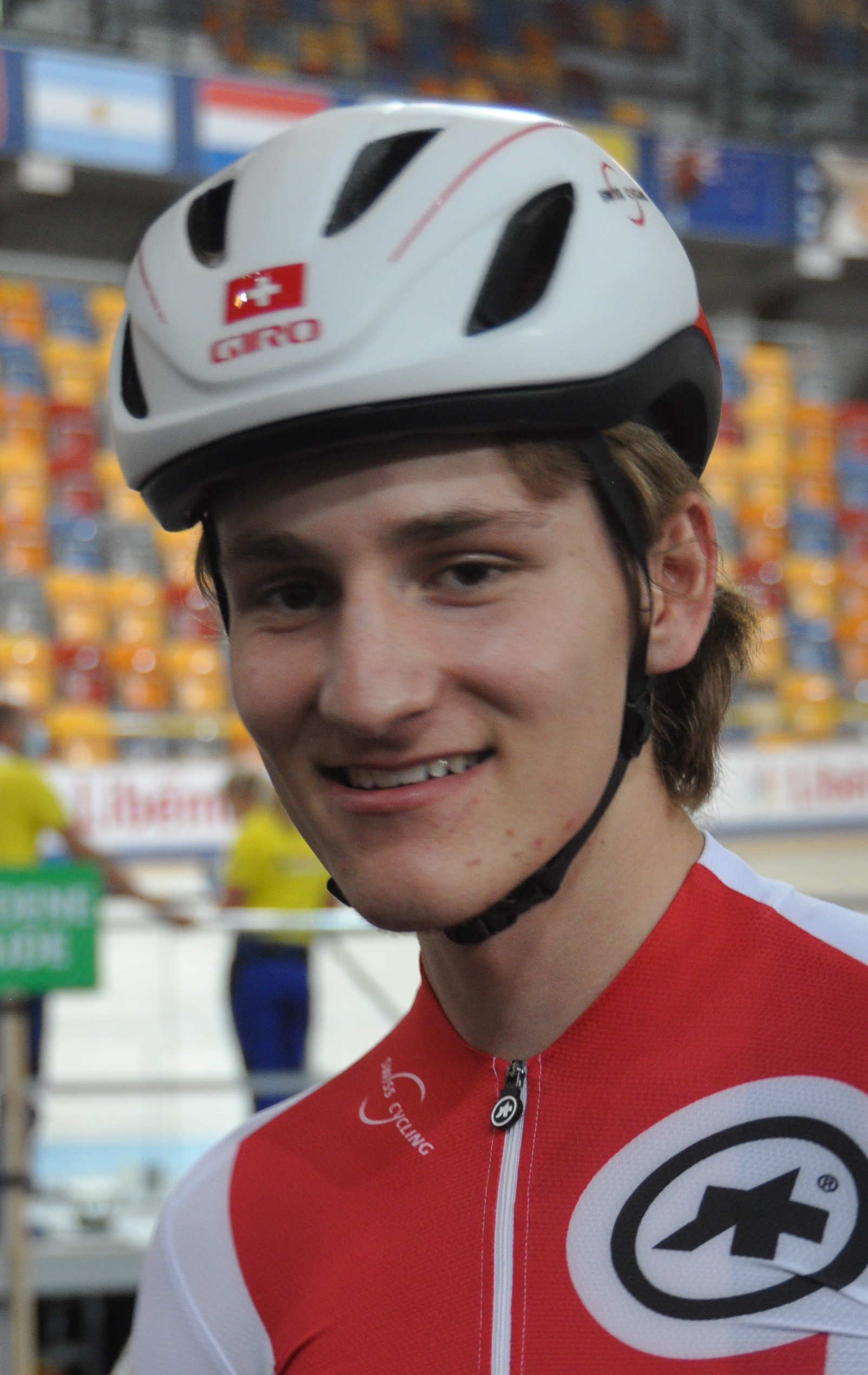
Emanuel Wüthrich